# SV-98狙擊步槍
SV-98（俄語：СВ-98，GRAU代號），全稱M1998狙擊步槍（羅馬化：Snaiperskaya Vintovka Model 1998）是一款由俄羅斯聯邦槍械設計師弗拉基米爾·斯特隆斯基（英語：Vladimir Stronskiy）研製、伊茨瑪希工廠（英語：Kalashnikov Concern；前稱：英語：）生產的栓動式狙擊步槍，使用標準型7.62×54mmR、7.62×51mm NATO（.308溫徹斯特）及.338拉普麥格農等三種彈藥。其於2003年起被俄羅斯特種部隊納入7.62毫米“6S11狙擊系統”起用，該系統包括步槍本體和7N14狙擊增強型穿甲弹。
SV-98曾被俄羅斯軍隊和執法機關用於車臣戰爭、敘利亞內戰及俄烏戰爭等戰場上。

## 歷史
蘇聯軍隊／俄羅斯軍隊自前蘇聯時代裝備至今的SVD系列已經使用了超過半個世紀有多。SVD狙擊步槍有著重量輕和堅固耐用等優點，在作為戰術支援武器來說頗為有效，可是該槍是專為裝備至前線部隊的每個排的精確射手為前提而設計，而且它在研製過程中借鑒了AK的結構，並沒有考慮使用兩腳架等輔助配件，因而在中遠距離上精度較差，不適合遠距離的精確射擊，也不適宜面對人質劫持之類的任務，按西方定義只能算是精確射手步槍。1998年，由於俄羅斯軍隊和執法機關提出需要一種遠程精確狙擊用的狙擊步槍，伊茨瑪希工廠的槍械設計師弗拉基米爾·斯特隆斯基設計了一款名為SV-98的栓動式狙擊步槍。

## 設計細節

### 特色
SV-98狙擊步槍是由伊茨瑪希工廠（英語：Kalashnikov Concern；前稱：英語：）以其研製及生產的Record系列打靶步槍300公尺（328.08码）全口徑運動射擊用途步槍（指的是Record-CISM，該槍械主要為比賽用途）為藍本所研製。伊茨瑪希工廠還生產了類似於SV-98的.308溫徹斯特（7.62×51毫米北約口徑）、7.62×54毫米俄羅斯口徑和.338拉普麥格農口徑Record打靶步槍。
根據SV-98的生產商，伊茨瑪希工廠指出，該槍設計是為了精確打擊在1,000公尺（1,093.61碼，3,280.84英尺，0.62英里）範圍以內的任何目標為前提下設計。

### 槍管
作為SV-98的核心部份是以冷鍛法打造，機匣和自由浮動式重型碳素鋼槍管這兩部份則可按照用戶的需要選擇鍍铬與否。栓動操作槍機為前端閉鎖式，機頭有三個對稱間距的閉鎖凸耳。槍管標準膛線纏距為1：320毫米（1：12.6英吋），有4條右旋膛線，並配有槍口凹槽式接口以便安裝原廠生產的旋接圓錐形鳥籠式消焰／制退器或是設計特殊的TGP-B（俄語：ТГП-В）戰術消聲器（一款設計特殊類型的消聲器，可在裝上時直接發射超音速彈藥，而不限制只能發射次音速彈藥；但使用亞音速彈藥時，可使噪音減少23分貝）。該步槍的研發是為了發射7.62×54毫米俄羅斯口徑7N1標準狙擊彈藥、7N14狙擊增強型穿甲弹或是“額外”比賽等級運動子彈。

### 瞄準具
SV-98配有後備機械瞄具（帶護圈準星，可進行左右或高低歸零；正切式照門可在100—600公尺範圍內調節，每個分劃以100公尺為增量）和位於機匣頂部的MIL-STD-1913戰術導軌，後者可用於安裝俄羅斯和外國生產的日間／夜間光学狙擊鏡、紅點鏡／反射式瞄準鏡、全息瞄準鏡、棱鏡式瞄準鏡、夜視鏡或熱成像儀組合和轉換其他適配的瞄準鏡導軌整合系統以裝上其他光學瞄準鏡。根據某些網絡資源，在SV-98狙擊步槍上使用的標準望遠瞄準鏡是由俄羅斯生產的PKS-07（俄語：ПКС-07）7倍固定放大倍率型光學狙擊瞄準鏡。不過，其原廠廠商亦生產了1P69「超子」（俄語：1П69 «Гиперон»）3—10×42倍可變放大倍率型望遠瞄準鏡作為制式日光光學狙擊瞄準鏡，其瞄準射程可達1,000公尺（1,093.61碼，3,280.84英尺，0.62英里）。具有3.7倍固定倍率的1PN113（俄語：1ПН113）則作為其制式夜視光學瞄準鏡。SV-98也可以使用其他的、包括進口的光學和夜間瞄準鏡。

### 槍托
與前托為一體的航空型層壓式膠合板槍托製成具有可調靈巧的可調節長度槍托底板和可調節高度貼腮板。槍管及機匣組件由兩顆螺絲安裝在槍托上。而槍托後部配備有可收縮進槍托內部的內置式後腳架和一塊可以上下移動調節高度的托腮板。原廠亦提供玻璃钢強化聚合物槍托。一般而言，廠家會將槍托塗成暗綠色。

### 腳架
槍托前端整合了可折疊及四檔可調長度式兩腳架，兩腳架的兩條架腿長度是可獨立調節，還配備有特製橡膠“套墊”以便在鬆軟土質條件下使用，不使用時可折疊至槍托前的凹槽裡；而槍托後端亦配備了一個內置的後腳架，後腳架可折疊進槍托以內。

### 提把
使用者亦可以根據需要通過蝶形螺母有將可拆卸式提把固定在前托左側或右側，提把的作用是避免喜歡提槍跑步的射手在需要快速轉換其狙擊位置或是跑步時抓著光學瞄準鏡並將其充當提把。

### 扳機
SV-98的扳機機構扣力可在1.0—1.5公斤（2.2—3.31磅力）之間進行調節。手動保險桿位於槍托拉機柄槽的後方，可以將扳機與槍機一起鎖住，阻鐵固定而不能運動和防止旋转后拉式枪机旋轉。

### 供彈方式及附件
可拆卸式雙排彈匣是以玻璃钢強化尼龙帶金屬嵌件所製造，並可裝填10發子彈。為了減少射擊時產生的後座力、槍口上揚、槍口焰和噪音，SV-98還可以利用槍口凹槽式接口以便安裝原廠製造的TGP-B戰術消聲器，其頂部亦裝有一塊防止熱氣上升的擋板。與SIG SSG 2000、B&T APR和薩科TRG-21／22／41／42這數款狙擊步槍一樣，SV-98可在準星座和照門座之間以專用連結扣連上一條長織帶遮蔽在槍管上方，其作用是以防止槍管暴晒下發熱，上升的熱氣在瞄準鏡前方產生海市蜃楼，彷礙射手進行精確瞄準。

### 精度
根據來自互聯網不同資料來源的報告當中的相關信息指出，SV-98具有很高的精度，能夠達到準確射擊，雖然當中亦經常提到使用彈藥的類型和質量（例如使用比賽等級子彈）亦是取得良好的準確性的一個很重要的因素。

## 分解組合
SV-98狙击步枪可进行完全分解和部份分解。

### 部份分解
部份分解用于擦拭、涂油和检查，操作步骤如下：
1. 压下弹匣右下方的弹匣扣，卸下弹匣；使用曲柄六角扳手旋松固定装置，卸下瞄准镜；
2. 将保险手柄推到前方位置，解脱保险；
3. 先转动拉机柄开锁，将其向后拉到位再向右用力扳，卸下枪机；
4. 将两脚架从护木下方的槽内拉出，按压脚架座左侧的卡笋，同时将脚架向前推，卸下两脚架；
5. 松开消声器上的套环卡锁，卸下消声器上的挡板；
6. 将冲子插入准星座底部的孔内作止动手柄，用扳手将消声器拧下；
7. 将曲柄六角扳手对准节套上的孔，旋转扳手使枪机分解，将击针和击针簧从枪机内取出。

### 完全分解
完全分解是在枪淋雨雪及浸河水后重新涂油和修理时进行。不允许经常进行完全分解，这样会加快机件磨损。完全分解是在部份分解的基础上，进行如下操作：
1. 拧松护木下方的两个定位螺杆（为避免丢失，螺杆拧松后不与护木分离），将枪管和机匣一起从护木内取出；
2. 用冲子冲出扳机与机匣的两个定位销，卸下扳机及发射机构；
3. 按压弹匣底部的卡锁，同时打开弹匣盖，依次分解托弹板簧和托弹板；用冲子冲出弹匣卡锁的定位销，卸下卡锁。

结合按相反顺序进行。

## 不足
SV-98存在的问题是：
- 使用寿命较短

SV-98在直接發射超音速彈藥時會嚴重磨損其槍管，從而減低其使用壽命。
- 保养繁琐

因為SV-98進行完全分解和不完全分解時的步驟十分繁瑣，所以在戰時進行定期保養往往會贻误战机。

## 衍生型

### SV-98
基本型，由弗拉基米爾·斯特隆斯基（英語：Vladimir Stronskiy）研製的俄製栓動狙擊步槍，發射標準型.308溫徹斯特（7.62×51毫米北約口徑）和7.62×54毫米俄羅斯口徑步枪彈藥。

### SV-98M-338
在2000年，曾經出現過一種.338拉普麥格農口徑的SV-98原型，SV-98M-338。

### KO-13“紀錄”
在2010年，伊茨瑪希工廠曾經以限量版的名義推出SV-98的民用步槍衍生型KO-13“紀錄”（俄語：КО-13 «Рекорд»，其槍管不能安裝消聲器）。

### SV-338、SV-338M、SV-338M1
以Record全口徑運動步槍射擊系列為藍本，伊茨瑪希工廠還研製了發射.338拉普麥格農口徑步枪子彈的SV-338、SV-338M和SV-338M1狙擊步槍。這些步槍具有按比例擴大了的麥格農型旋转后拉式枪机，但類似於SV-98。

### 升級型SV-98
在2013年，伊茨瑪希工廠研製了SV-98的升級衍生型。與其前身不同在於，升級以後的SV-98採用了一個符合人體工程學的可調節式鋁合金製骨架型折疊槍托，可以安裝所有的現代瞄準鏡。伊茨瑪希工廠預計升級後的衍生型能夠更經濟地生產和提供更高的可靠性和射擊精度。自2013年起，伊茨瑪希工廠開始對該槍進行測試。
升級型SV-98狙擊步槍旨在狙擊距離長達1,000公尺（1,093.61碼，3,280.84英尺，0.62英里）的各種目標。這些狙擊步槍採用鋁合金機匣，發射7.62×54毫米俄羅斯口徑步枪彈藥而具有1MOA的精度。他們指出，新型機匣具備更高的性能和更低的生產成本。它還在機匣頂部裝有一條MIL-STD-1913戰術導軌，用於在其以上安裝俄國國產和國外生產的日間／夜間光学狙擊鏡、紅點鏡／反射式瞄準鏡、全息瞄準鏡、棱鏡式瞄準鏡、夜視鏡或熱成像儀。它配備了一具標準型1P69「超子」3—10×42倍可變放大倍率型望遠瞄準鏡，具有3—10倍的可變放大倍率，並具有開放式瞄具。步槍保險鎖可將扳機鎖住，使阻鐵不可動，並防止旋转后拉式枪机轉動（解鎖）。
其槍托可讓射手從左邊或右邊舒適地射擊。槍托長度可調節，而槍托尾板和托腮板的位置可藉由長度和高度調整。它還分別在前護木和槍托底部裝有兩腳架和內置式後腳架；每條腳腿可作獨立調整。在行軍狀態下，兩腳架會折疊到前護木裡而後腳架則縮進槍托裡，並藉以不擴大武器的整體尺寸。它也可以配備TGP-B戰術消聲器，藉以減少该武器发射时所产生的噪音、後座力和光焰的程度。

### SV-98M

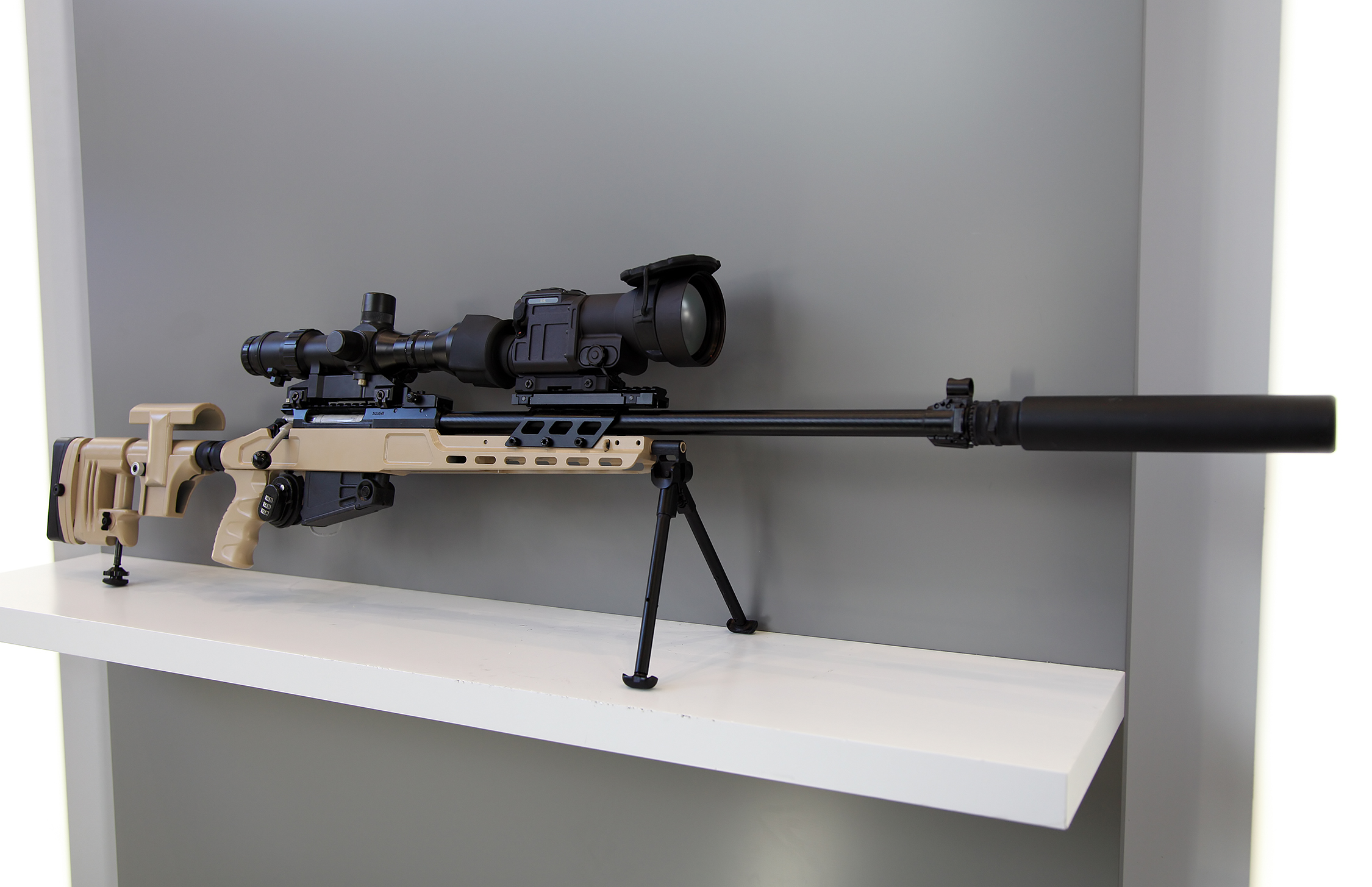
裝上了1P69「超子」3—10×42倍可變放大倍率型望遠瞄準鏡、串列安裝式夜視鏡、消聲器和兩腳架的SV-98M，其特點是具備可調節的輕型鋁骨架型材。

SV-98M採用由鋁合金製成的輕量級骨架型折疊式槍托、上機匣頂部用以安裝光学狙擊瞄準鏡的皮卡汀尼導軌以及內建式兩腳架。它裝填並發射7.62×54毫米俄羅斯口徑7N1或7N14狙擊彈藥，彈匣容量為10發。其槍口制退器是可拆卸的，以讓射手改為裝上消聲器，藉以減少该武器发射时所产生的噪音、後座力和光焰。SV-98M是為俄罗斯陆军的狙擊手所設計。據當地防務行業的消息人士所透露，軍方已經訂購了一小批的SV-98M狙擊步槍用以進行作戰測試和評估。

## 使用國
- 亞美尼亞
  - 亞美尼亞武裝部隊（英语：Armed Forces of Armenia）（於2010年購入了52枝）[16]
- 埃及
- 俄羅斯
  - 俄羅斯聯邦安全局
  - 俄羅斯聯邦司法部（英语：Ministry of Justice (Russia)）
  - 俄罗斯联邦内务部
  - 俄羅斯聯邦警衛局
  - 俄羅斯聯邦對外情報局
  - 俄羅斯聯邦國家近衛軍
  - 俄羅斯聯邦武裝力量[17][18]

## 流行文化

### 電視劇
- 2016年—《生死狙擊》第一季：於第10集由俄羅斯特種部隊狙擊手所使用。

### 電子遊戲
- 2004年—《特種部隊Online》：2012年9月推出，搭配野戰迷彩模組彩繪，槍身綑綁野戰專用掩體帶飾，擊中胸部以上幾乎一槍斃命，彈匣容量只有5發。
- 2005年—《真實計劃》：由俄軍狙擊手所使用。
- 2008年—《戰地之王》：命名為「SV98」，但是該槍枝有致死率過低的缺陷存在。於2014年推出改良型，命名為「SV98 bis」，取代原有的SV98，性能和上一代相同，致死率亦有提高。
- 2008年—：命名為「SV98」，奇怪地在世界模型上有兩腳架而玩家視覺上卻沒有。
- 2009年—：命名為「SV-98」。
- 2010年—：命名為「SV-98 Snaiperskaya」，發射7.62×54R子彈，以10發彈匣供彈，最高攜彈量為20發（可使用改裝：增加攜彈量增至40發）。聯機模式時為「偵察兵」（Recon）的解鎖武器包武器之一，取得3,900點經驗值後解鎖，被歸類為狙擊步槍，並可使用紅點鏡、PSO-1光學瞄準鏡、4倍瞄準鏡、12倍高倍率瞄準鏡和附加型狙擊手單筒望遠鏡。奇怪地發射馬格南彈藥。
- 2010年—《2010》：命名為「SV-98」，彈匣容量只有5發，只能在聯機模式使用，為塔利班陣營（後改名為“OPFOR”）狙擊手專用武器。
- 2011年—：命名為「SV-98」，載彈量10+1發，初始攜彈量為33發，最高攜彈量為55發，預設瞄準鏡為PKS-07（放大7倍）。聯機模式時為「偵察兵」（Recon）的解鎖武器包武器之一，取得13,000點偵察兵經驗值後解鎖，被歸類為狙擊步槍，並可以使用彈道瞄準鏡（放大12倍）、雷射瞄準器、兩腳架、戰術燈、PKA-S、直拉式槍機、消音器、PSO-1、內紅點瞄準鏡、紅外線夜視鏡（紅外線放大1倍）、步槍瞄準鏡（放大8倍）、PK-A（放大3.4倍）、ACOG（放大4倍）、光電瞄準鏡、反射式瞄準鏡、M145（放大3.4倍）。
- 2013年—：命名為「SV-98」（中文版則命名為「SV-98狙擊步槍」），發射7.62×54R子彈，載彈量10+1發，初始攜彈量為44發，預設瞄準鏡為PKS-07（放大7倍）。單人模式之中由俄羅斯陸軍所使用，亦可被美国海军陆战队精英小隊「墓碑」隊長丹尼爾·雷克（Daniel Recker）所繳獲；多人聯機模式時為「偵察兵」（Recon）的解鎖武器包武器之一，於達到13,000點狙擊步槍得分時才能解鎖，被歸類為狙击步枪，並可以使用變焦視鏡（放大14倍）、腳架、PSO-1（放大4倍）、斜視金屬瞄準器、直拉式槍機、眼鏡蛇、雷射瞄準器、PBS-4消音器、PK-A（放大3.4倍）、手電筒、防火帽、PKA-S、彈道（放大40倍）、测距仪以及七件戰鬥包附件（FLIR（紅外線放大2倍）、ACOG（放大4倍）、CL6X（放大6倍）、稜鏡（放大3.4倍）、JGM-4（放大4倍）、土狼、全像、綠點雷射瞄準器、紅外線夜視鏡（紅外線放大1倍）、LS06消音器、M145（放大3.4倍）、雷射／燈光組合、R2消音器、反射式、步槍瞄具（放大8倍）、消音器、戰術燈、三光束雷射、HD-33、獵人（放大20倍）、消光器當中之七）。
- 2013年—《生存法則》：命名為「SV-98」。
- 2016年—《逃離塔科夫》
- 2016年—：3星狙擊步槍。
- 2017年—：命名為“Stronskly 98”。
- 2018年—《surviv.io》使用7.62口徑，裝彈十發，命名SV-98

## 圖集

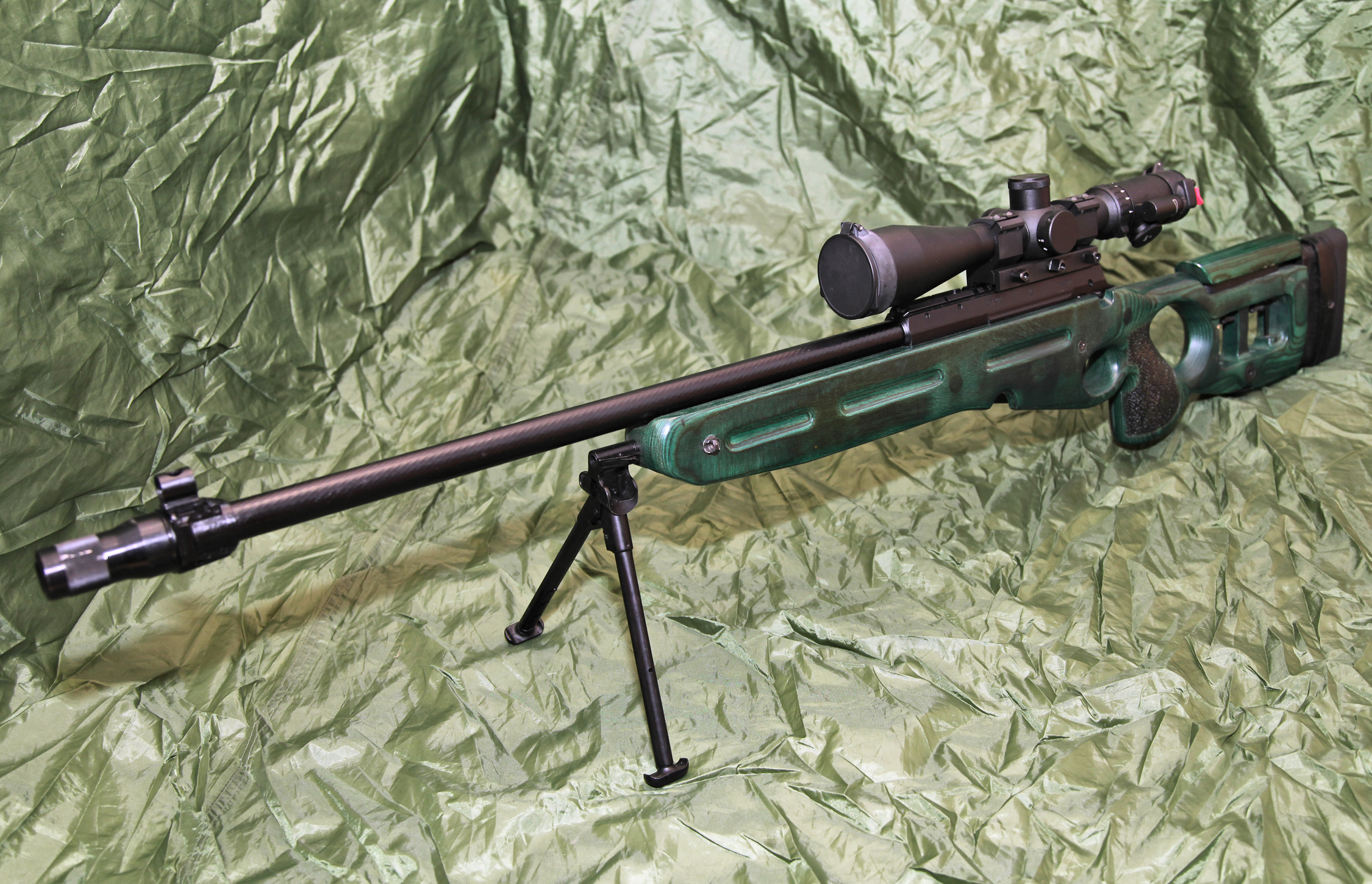
裝上Dedal DS 3—12×50光學瞄準鏡的SV-98狙擊步槍
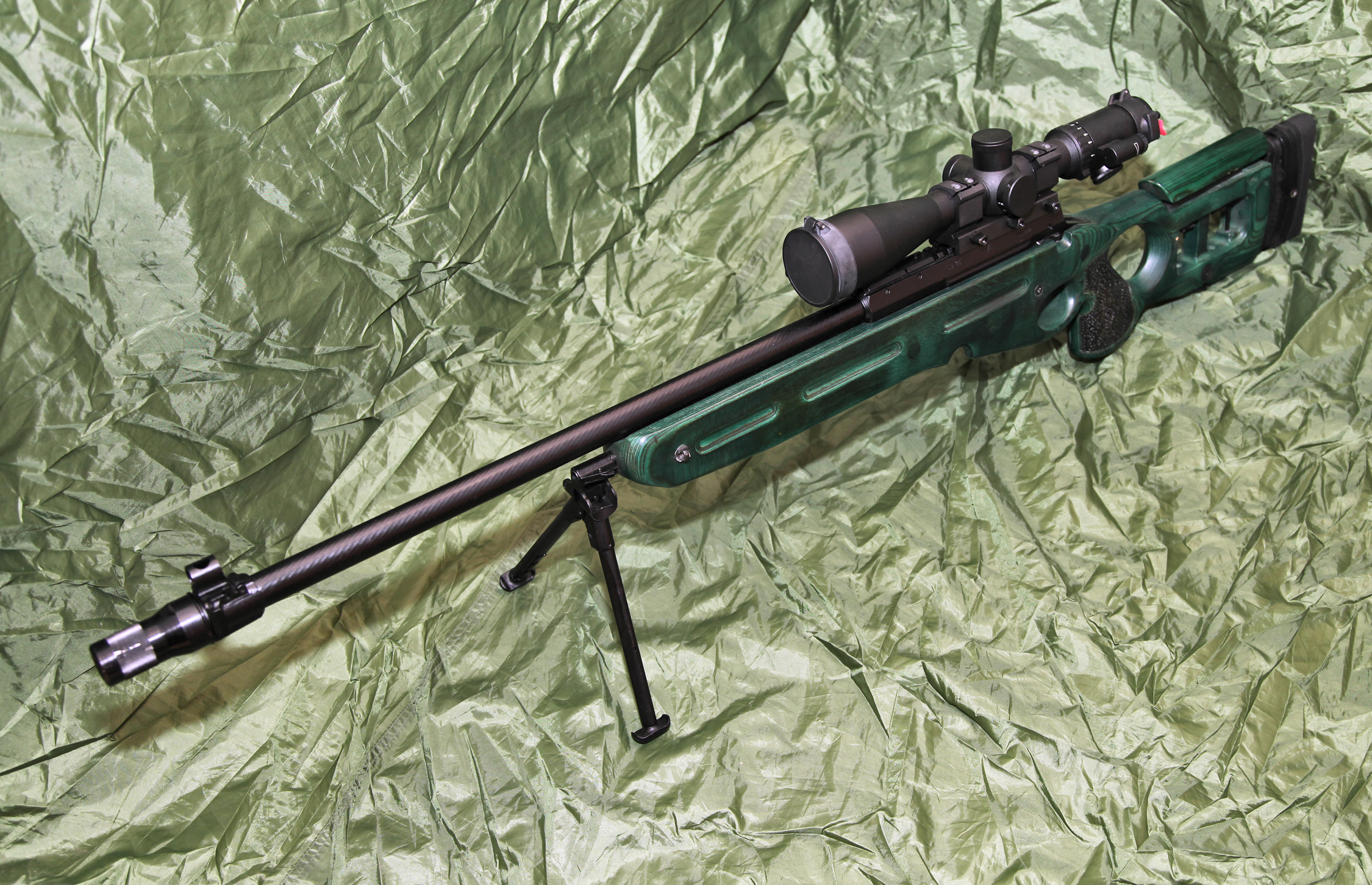
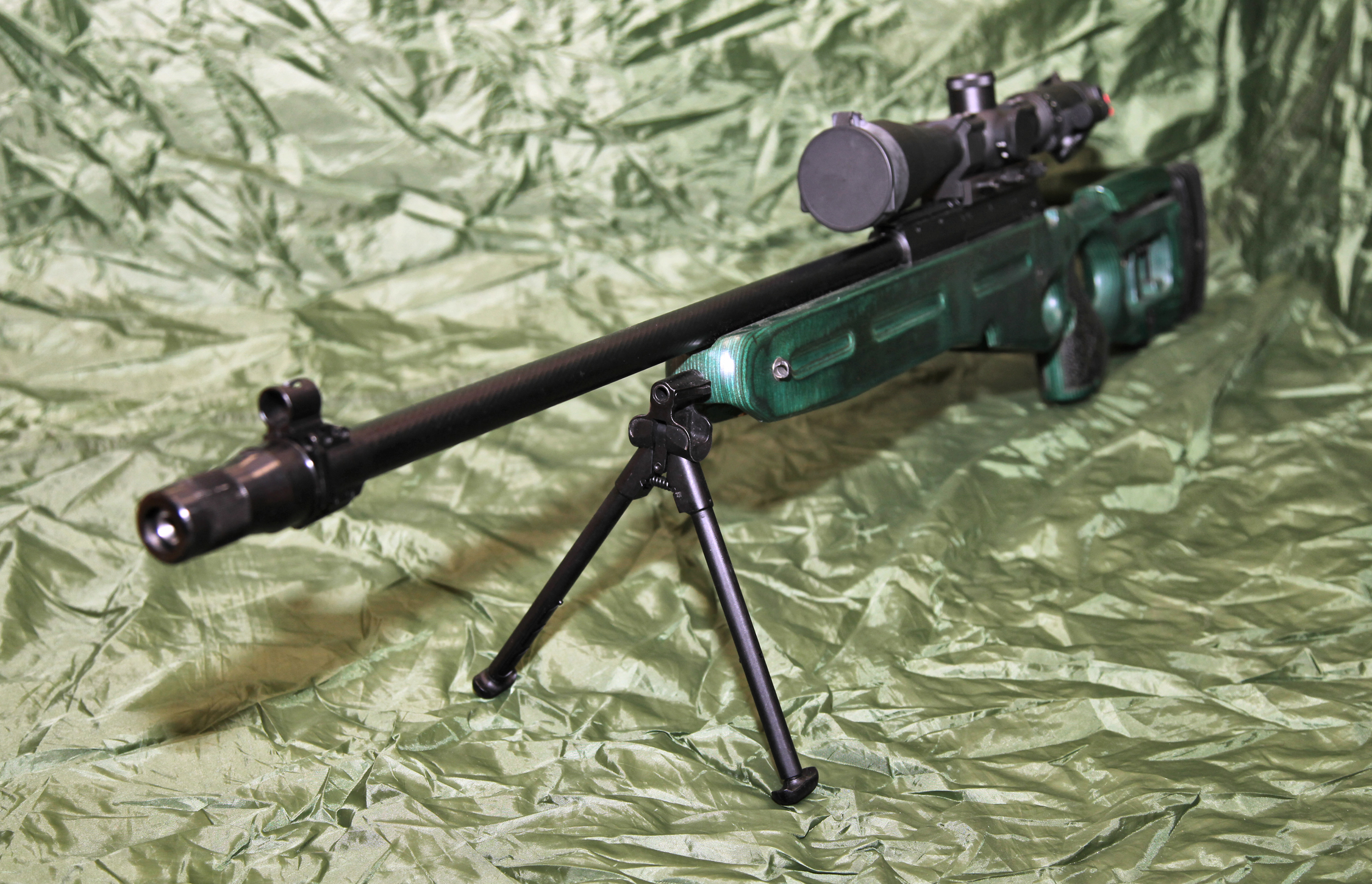
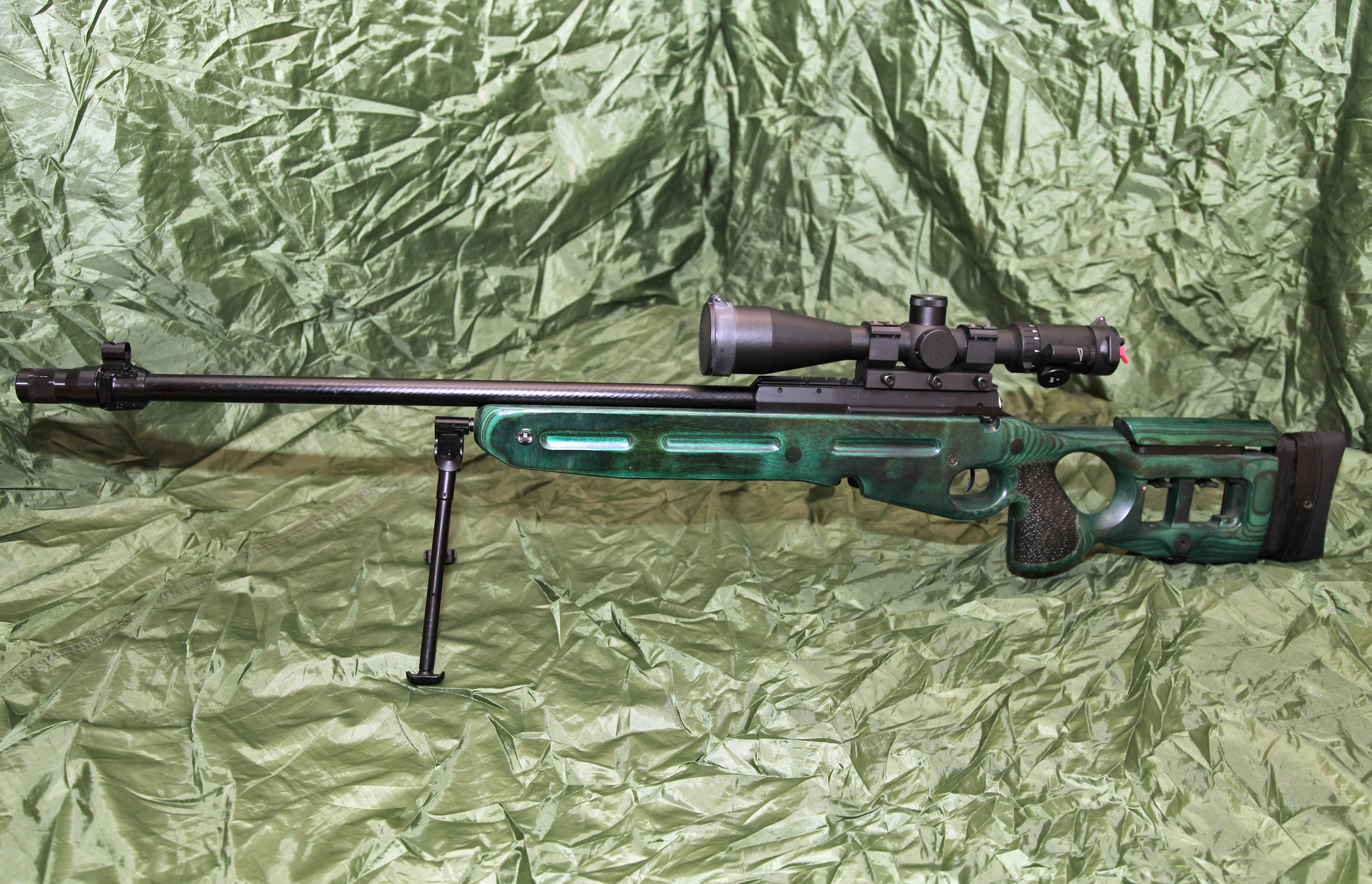
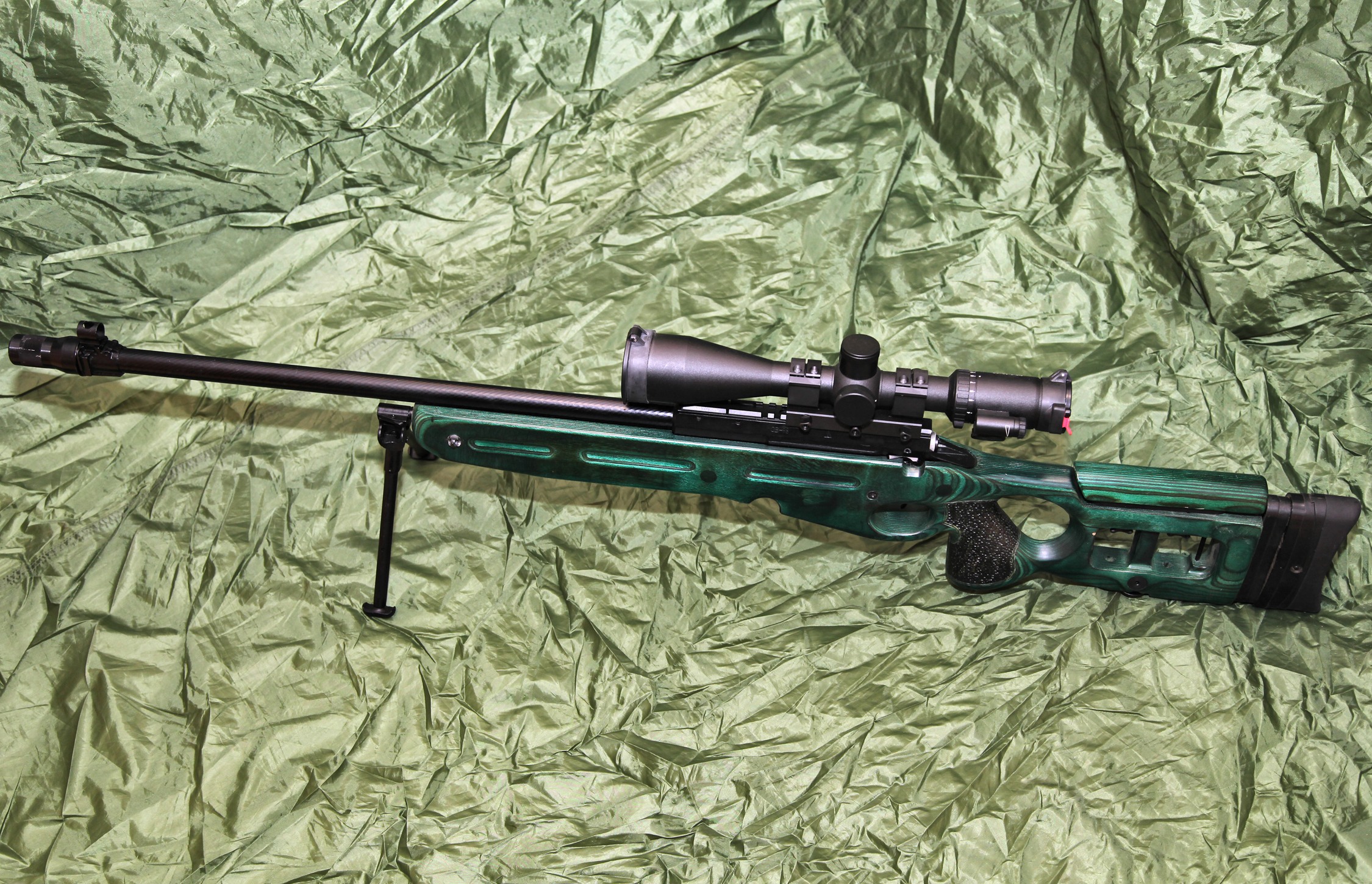
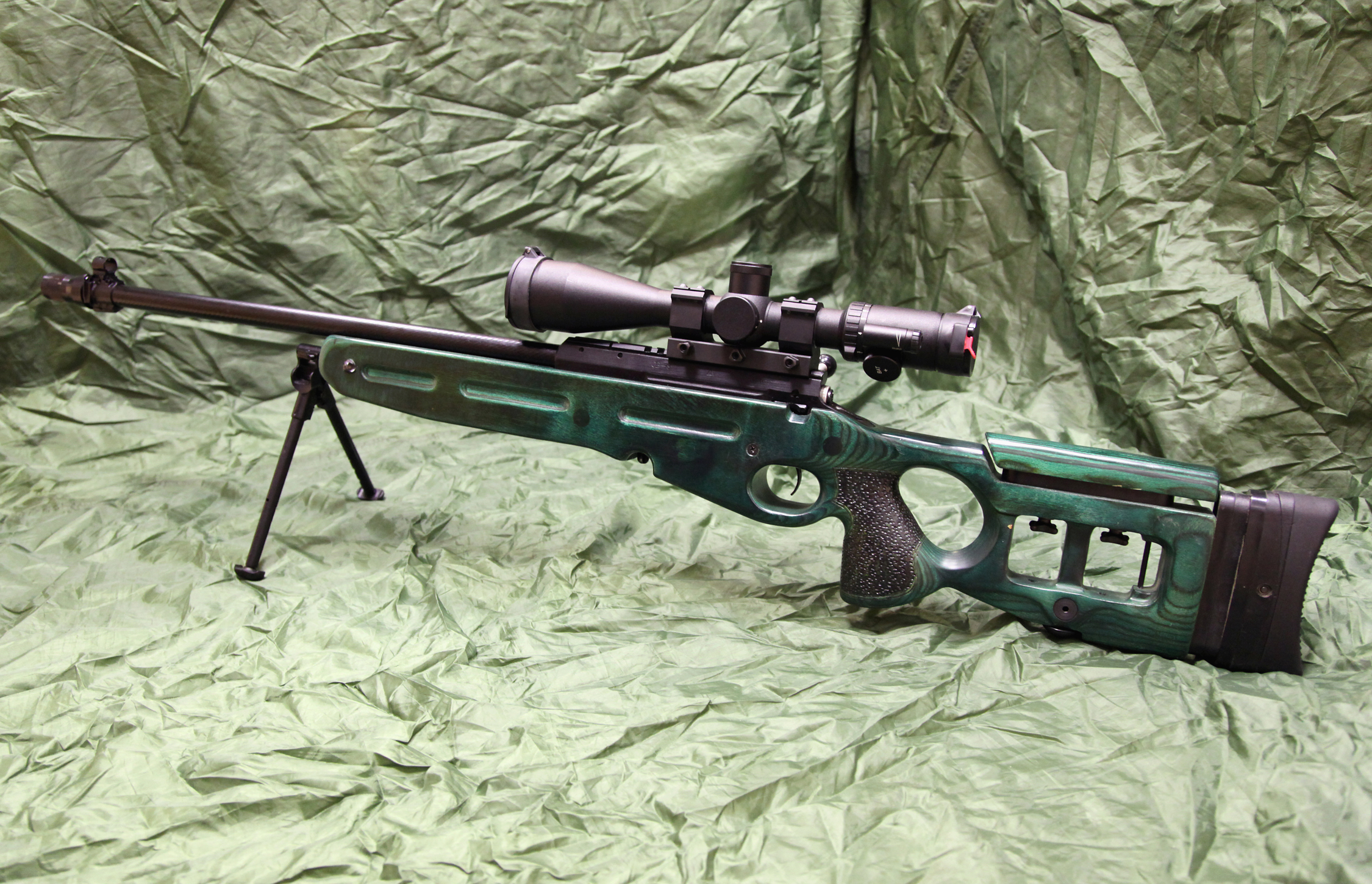
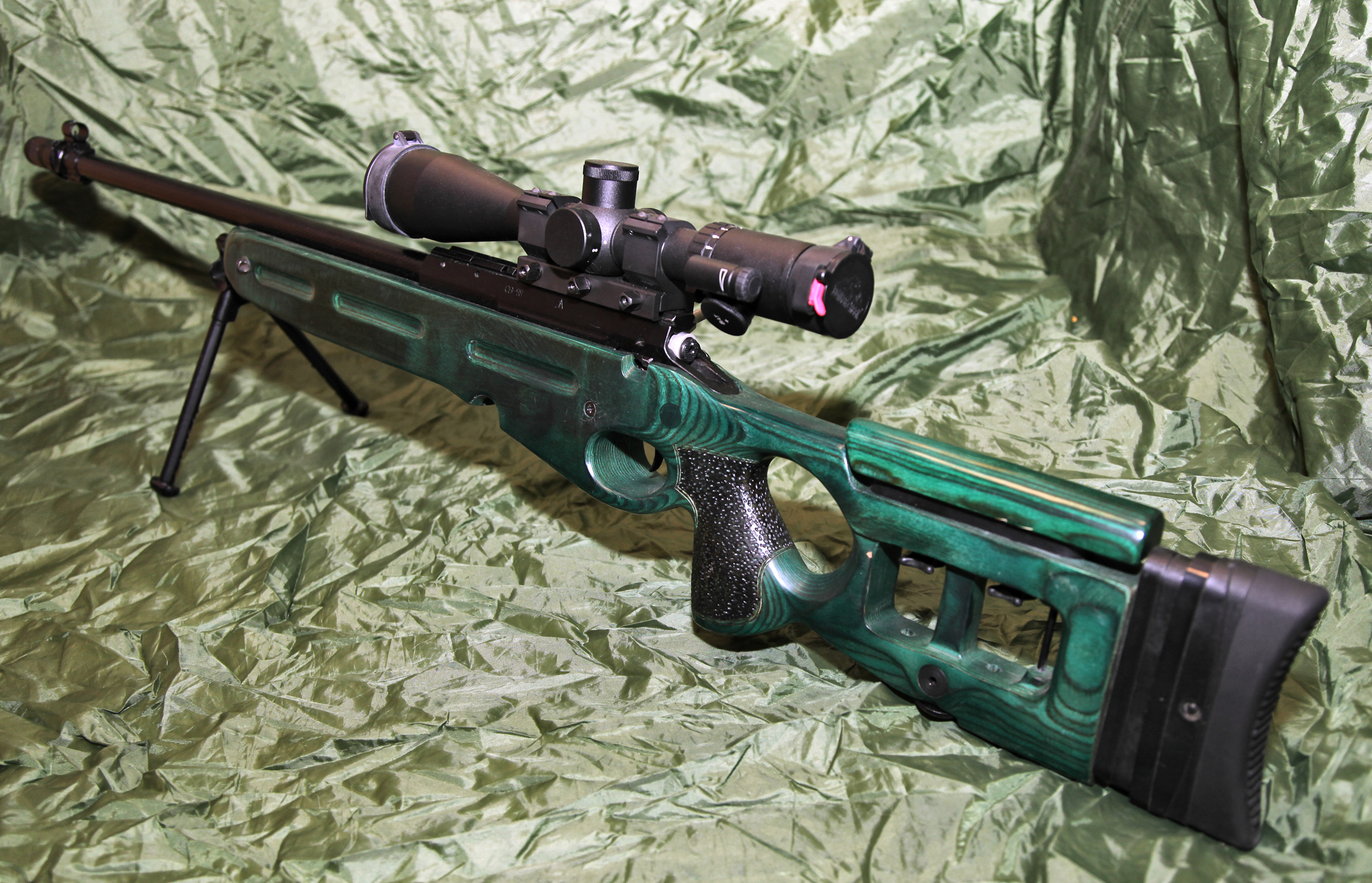
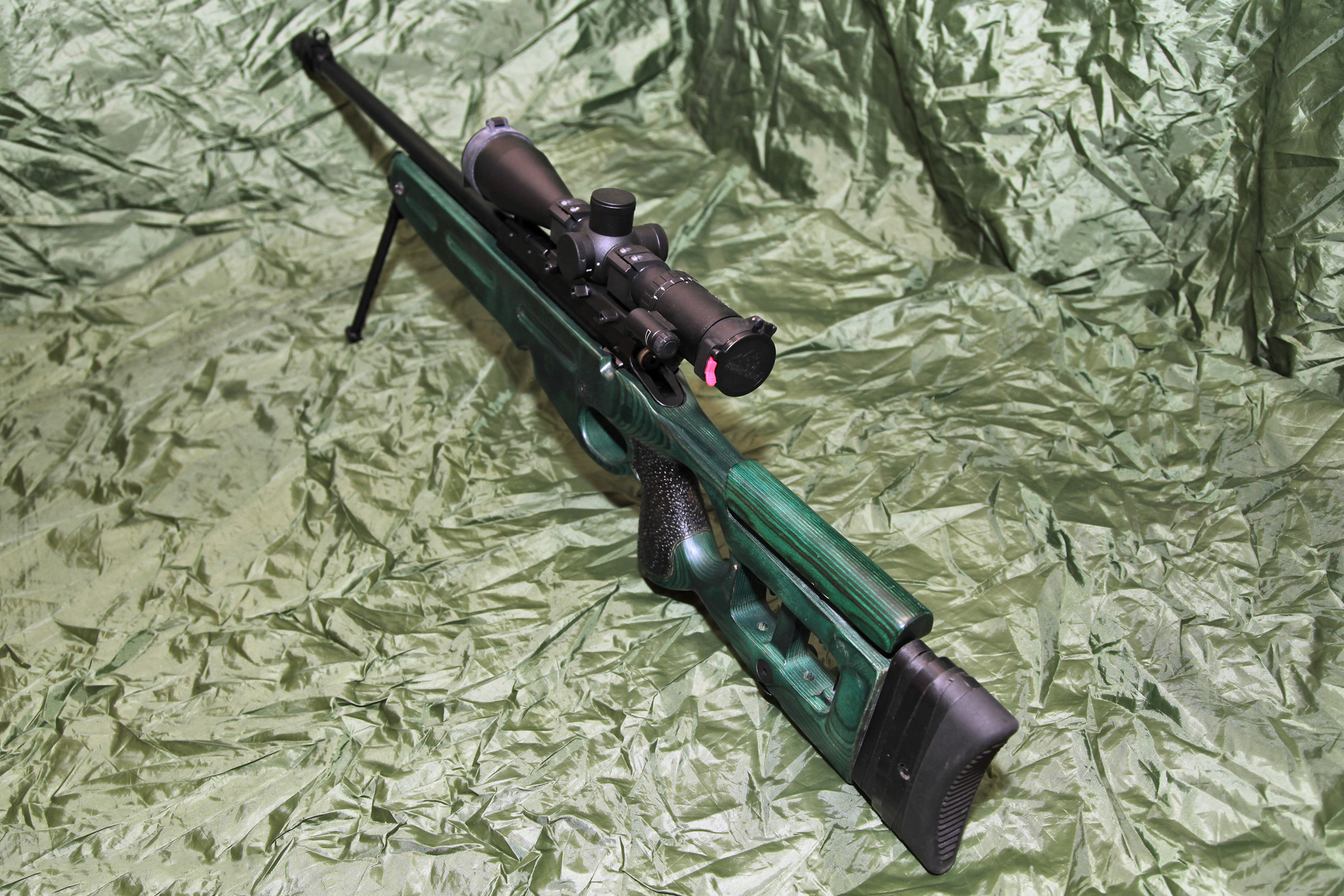
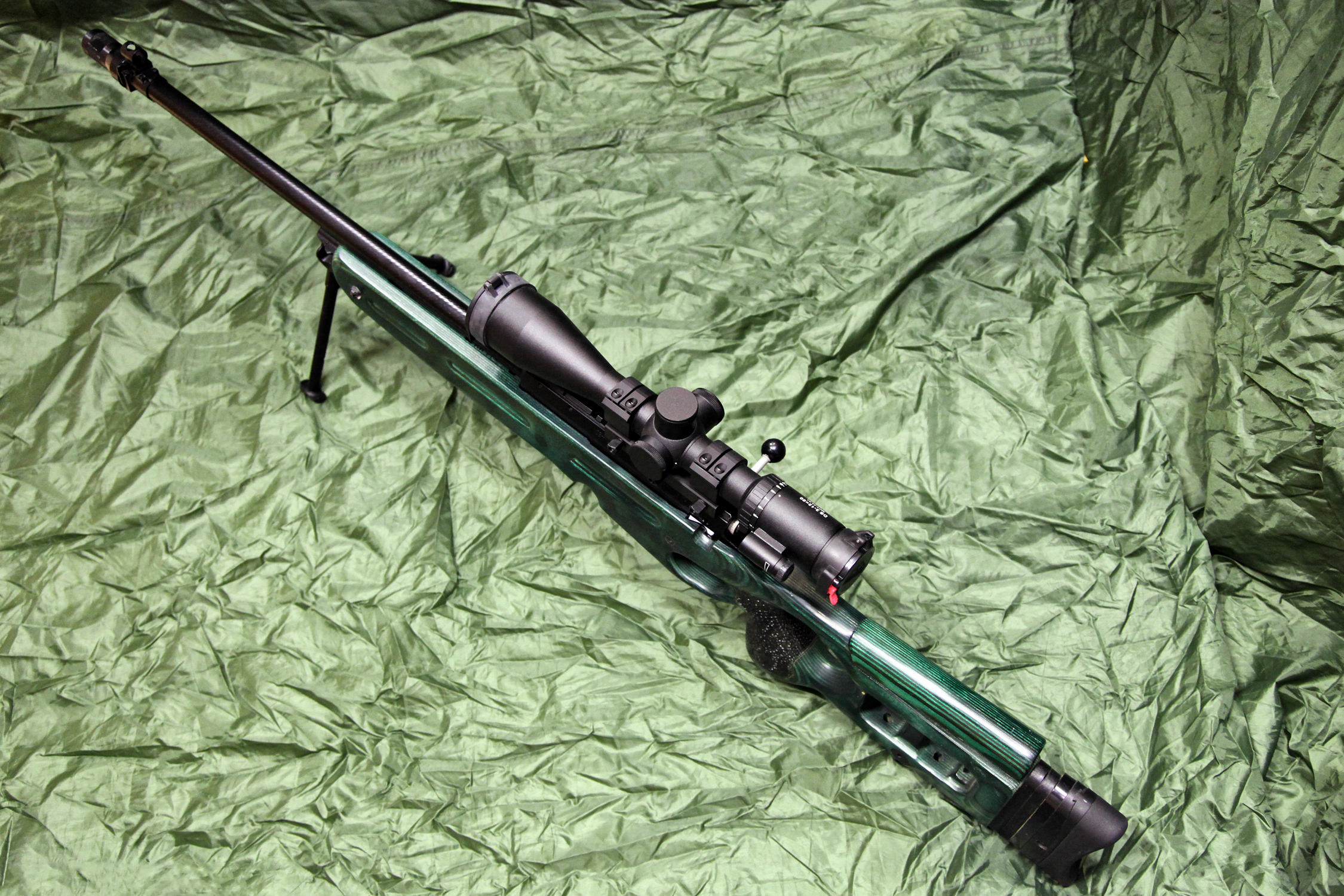
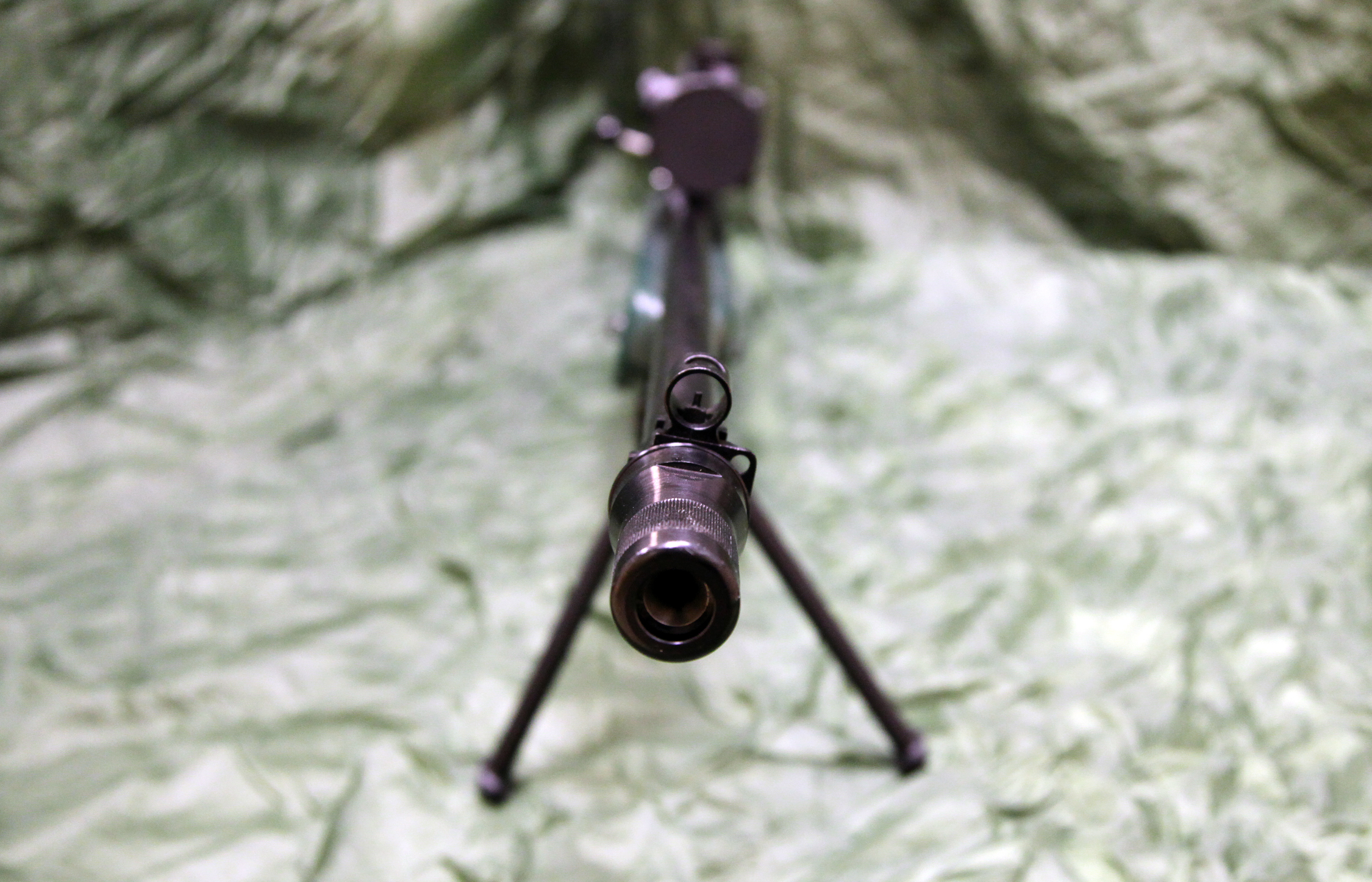
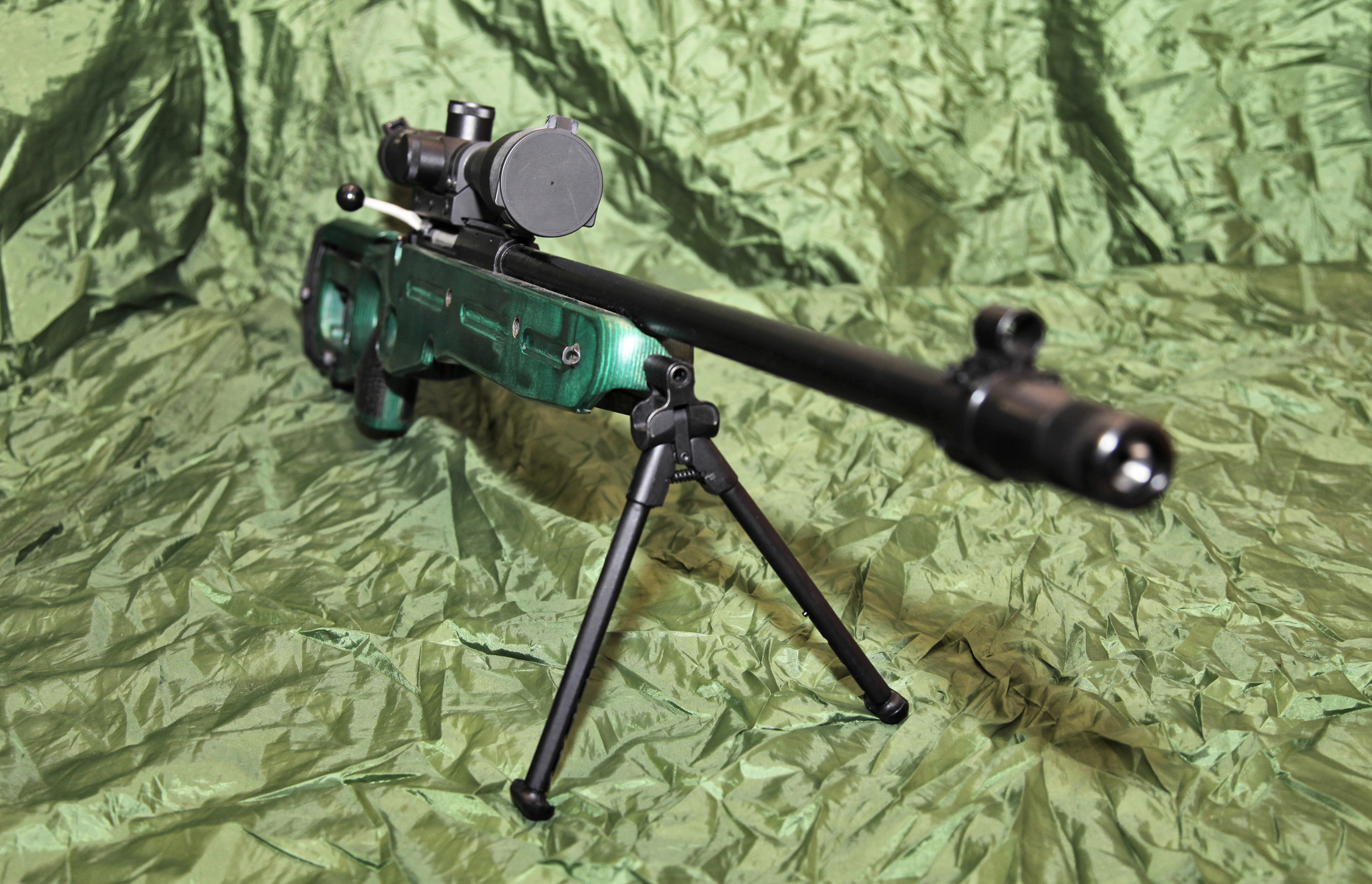
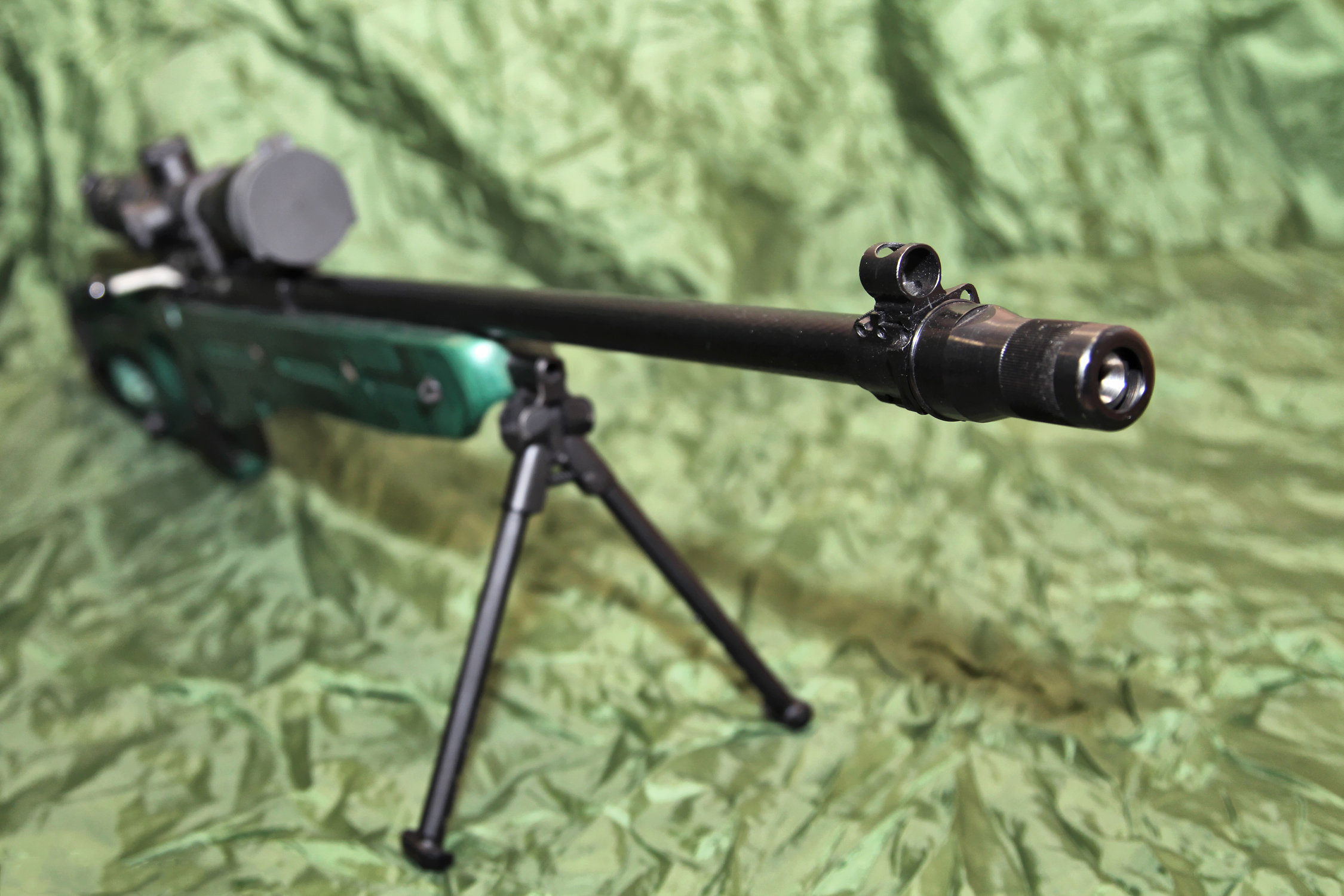
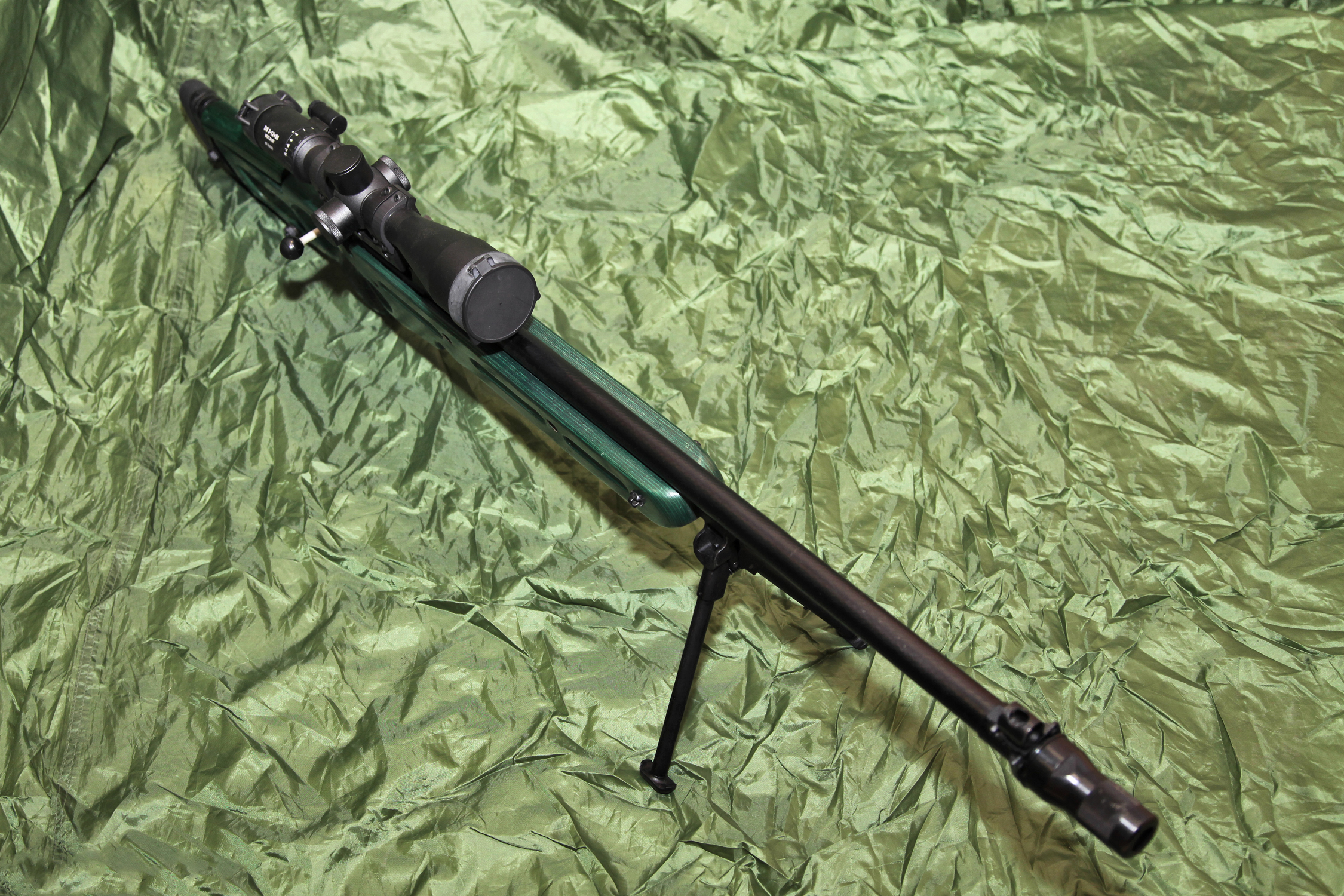
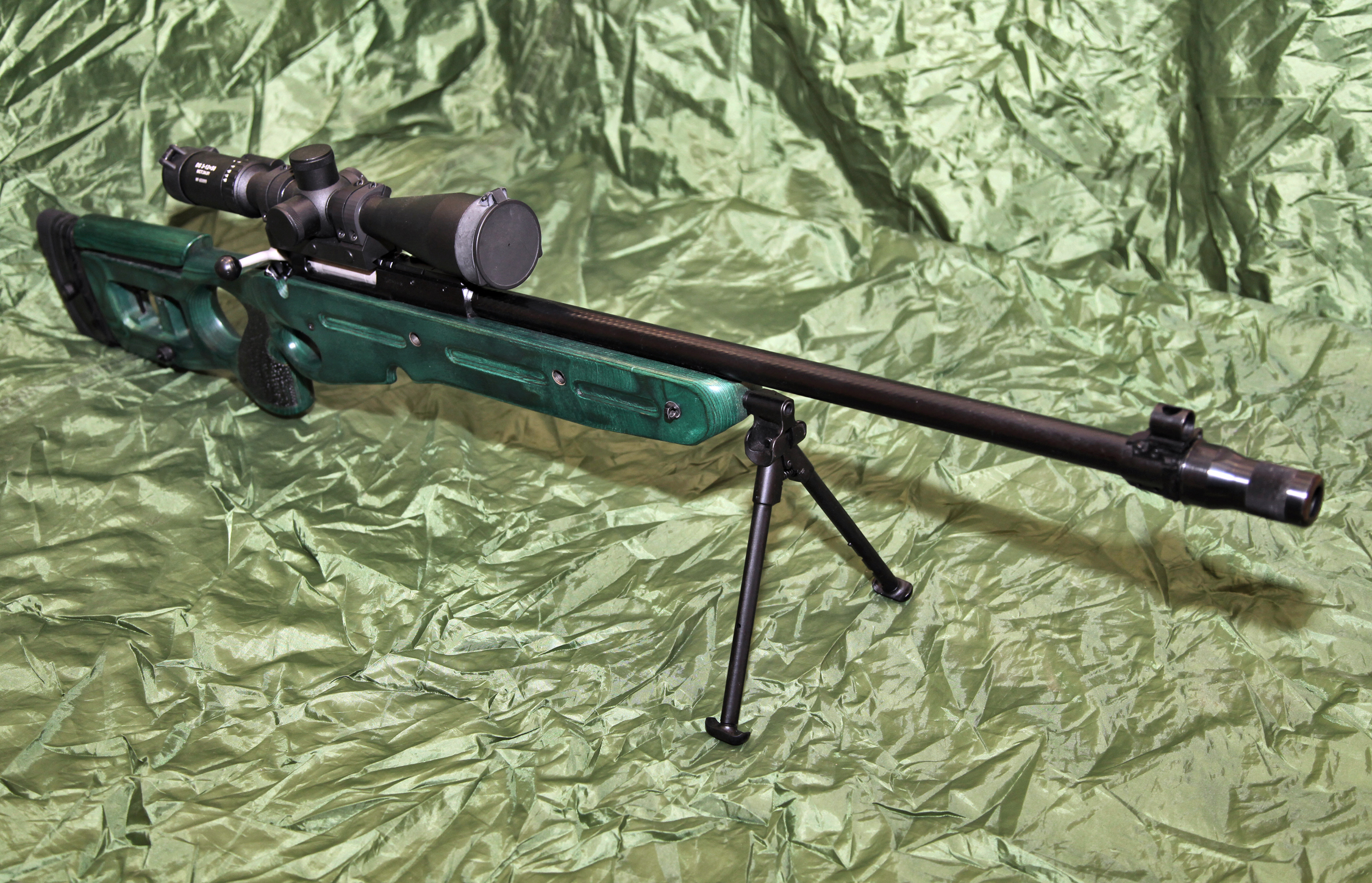
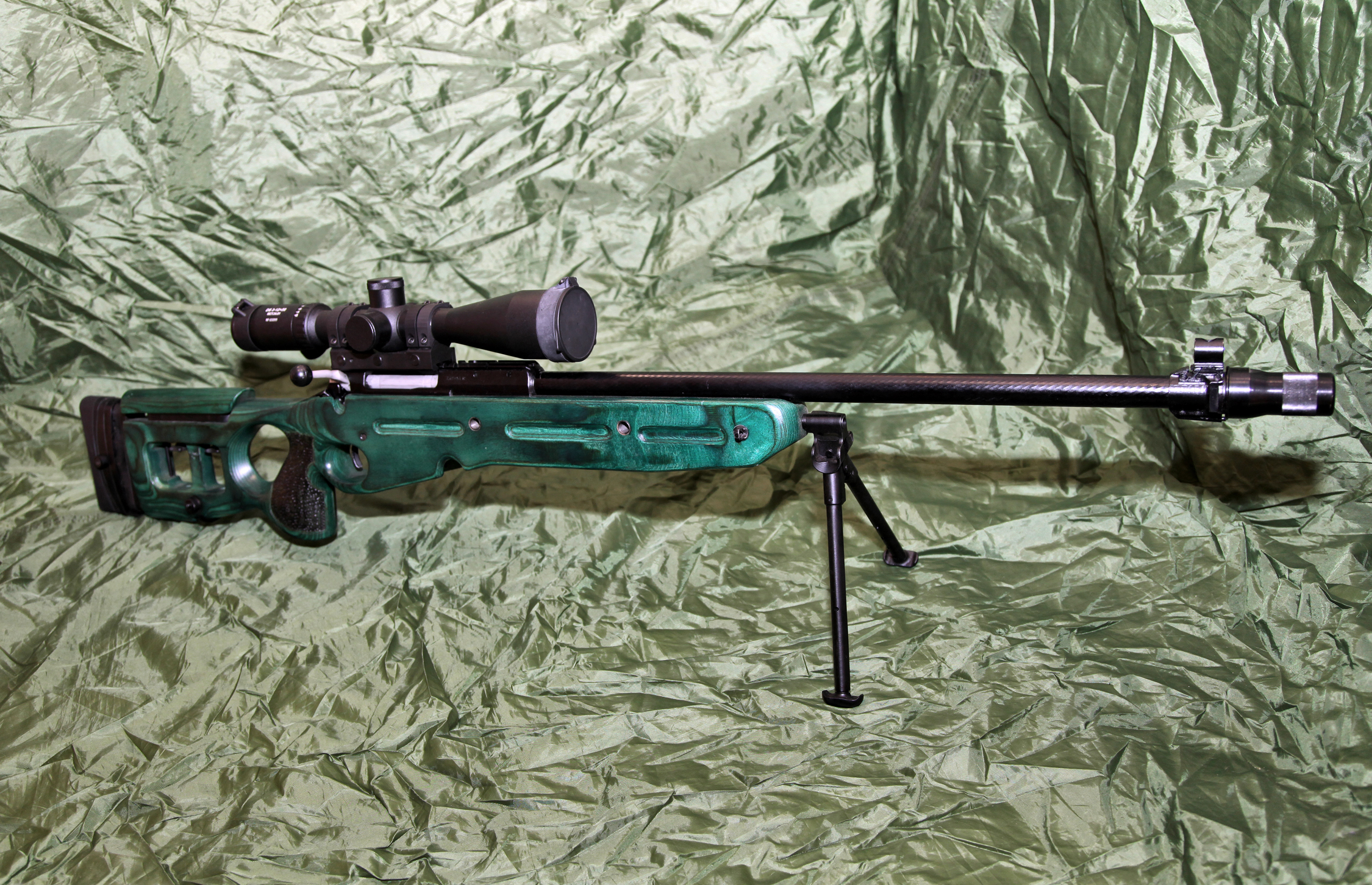
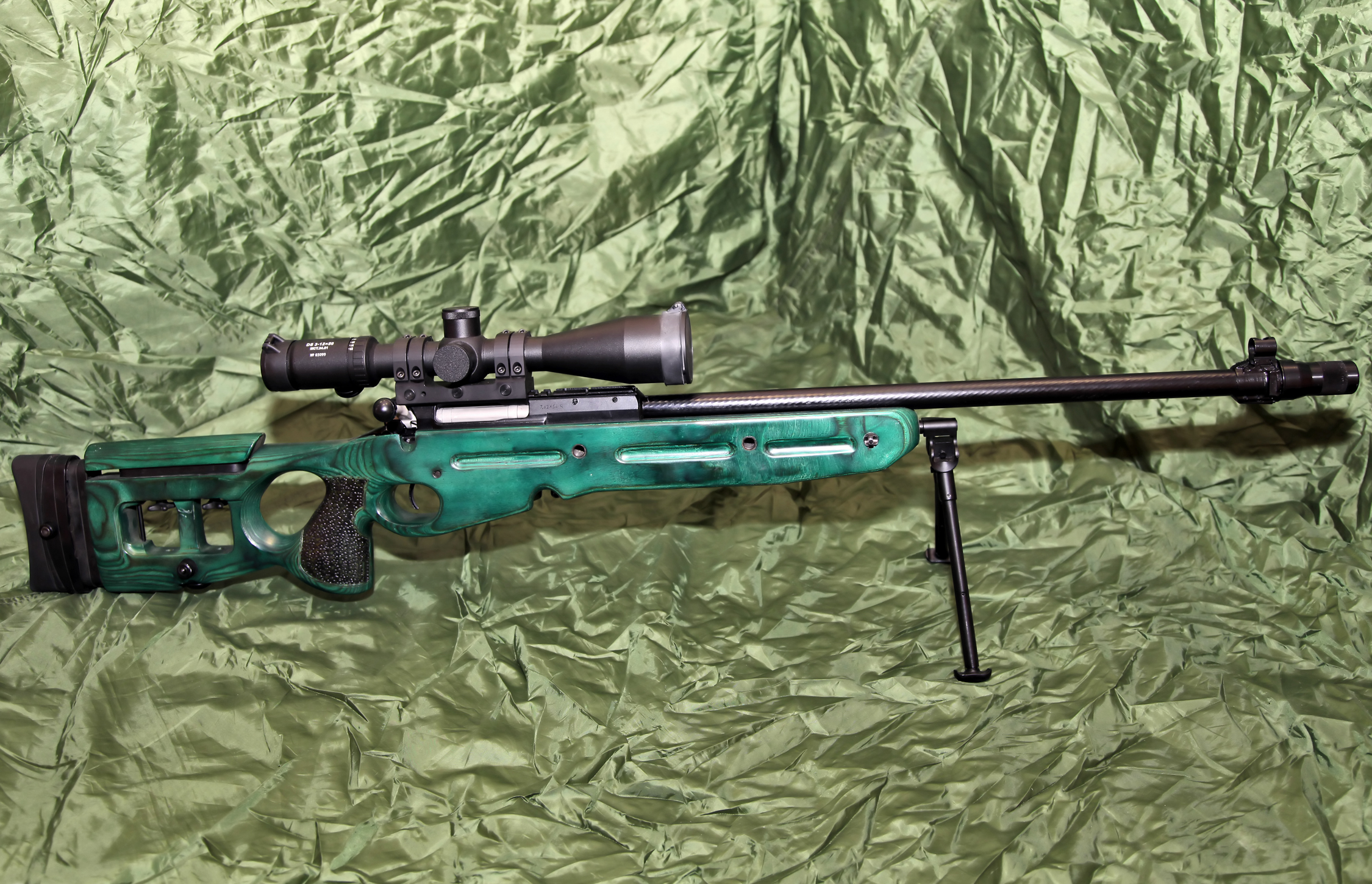
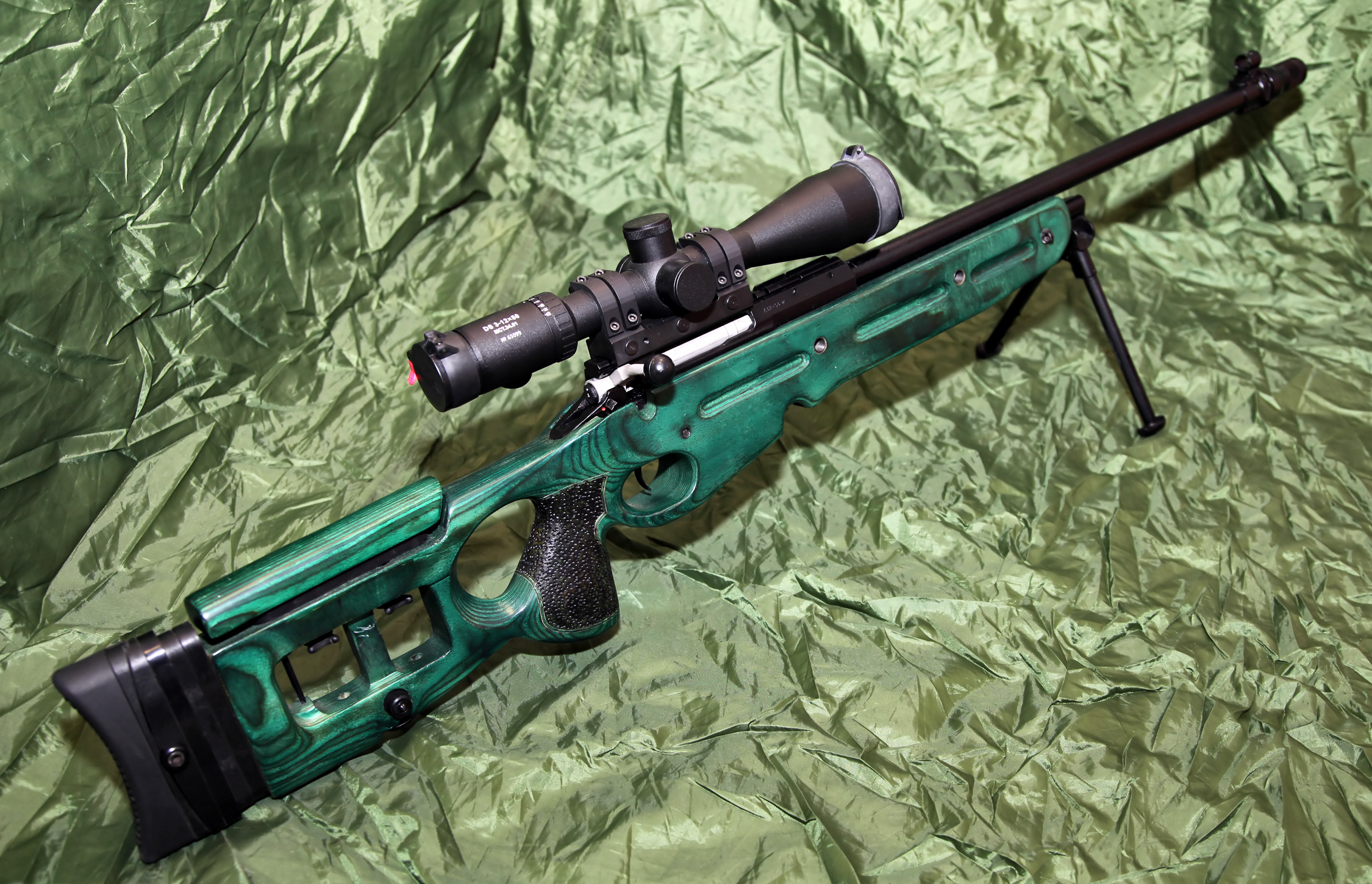
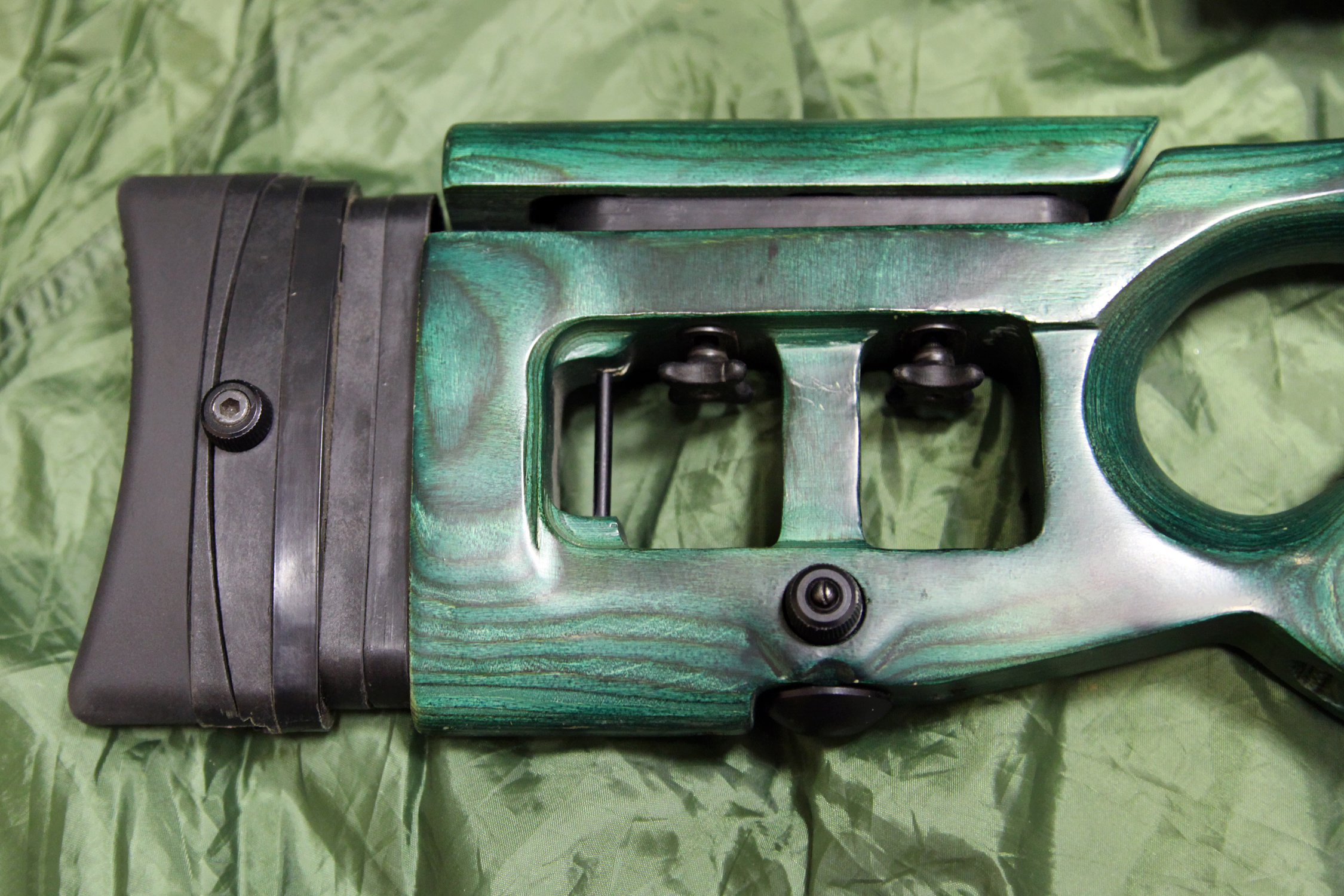
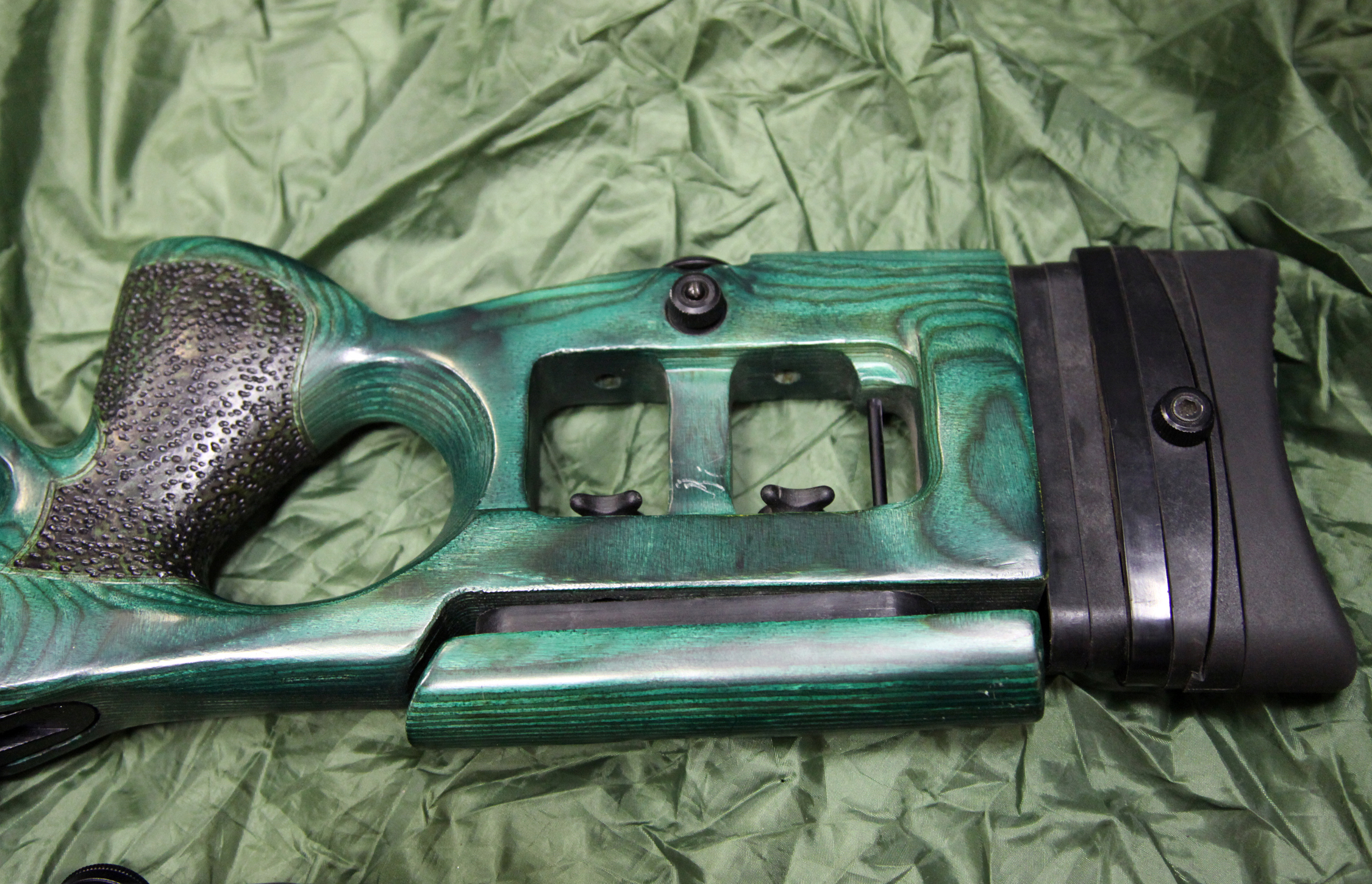
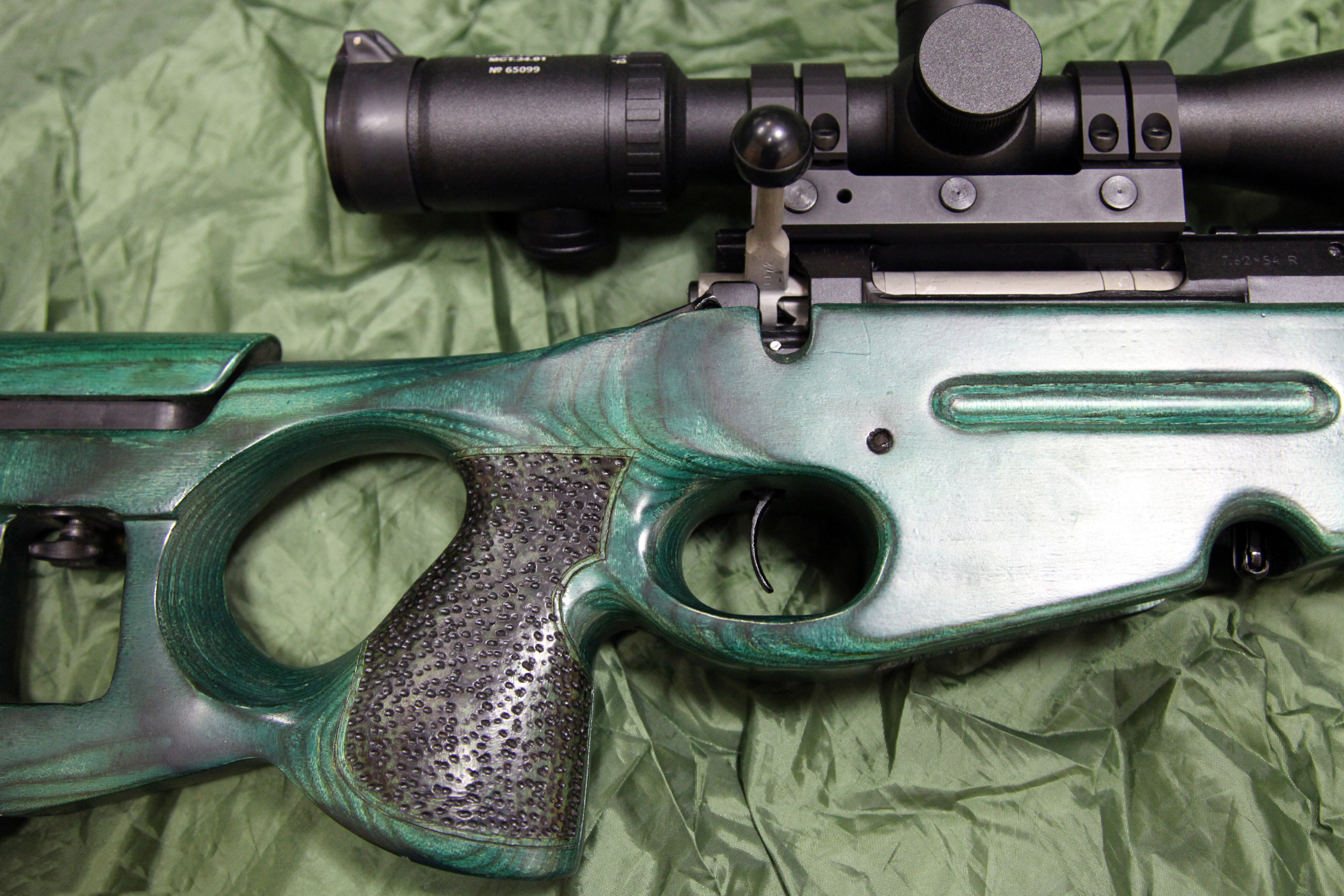
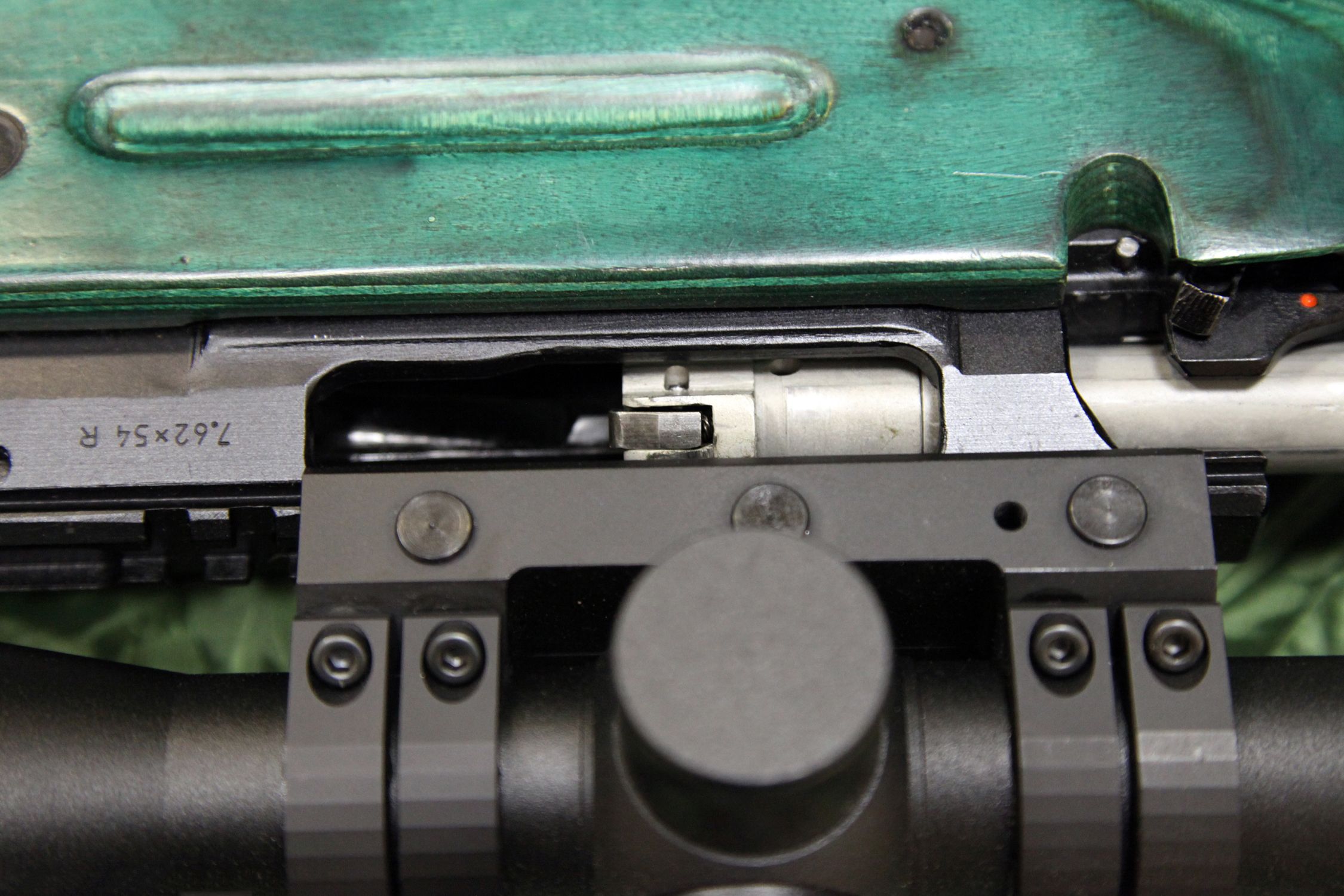
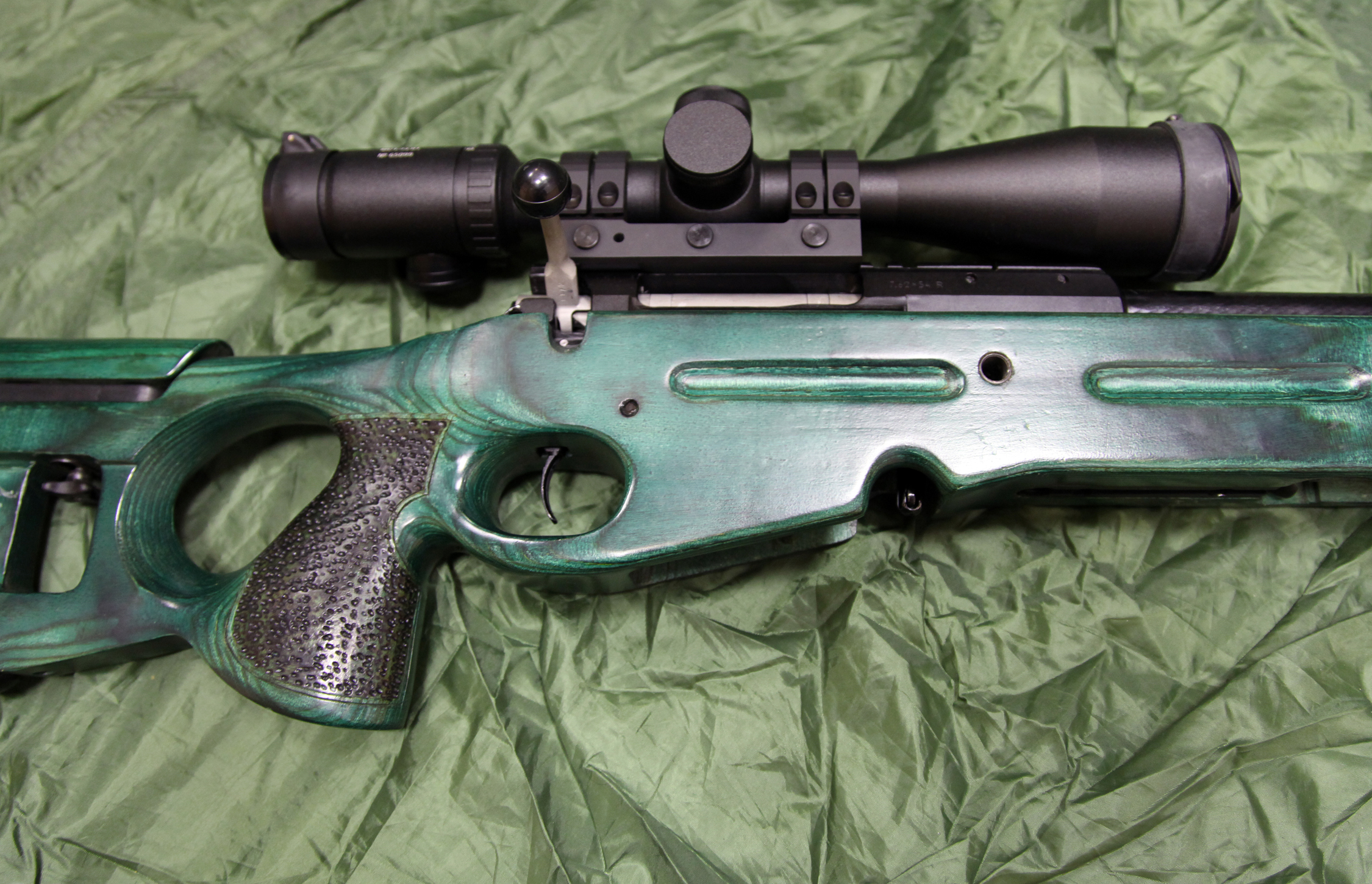
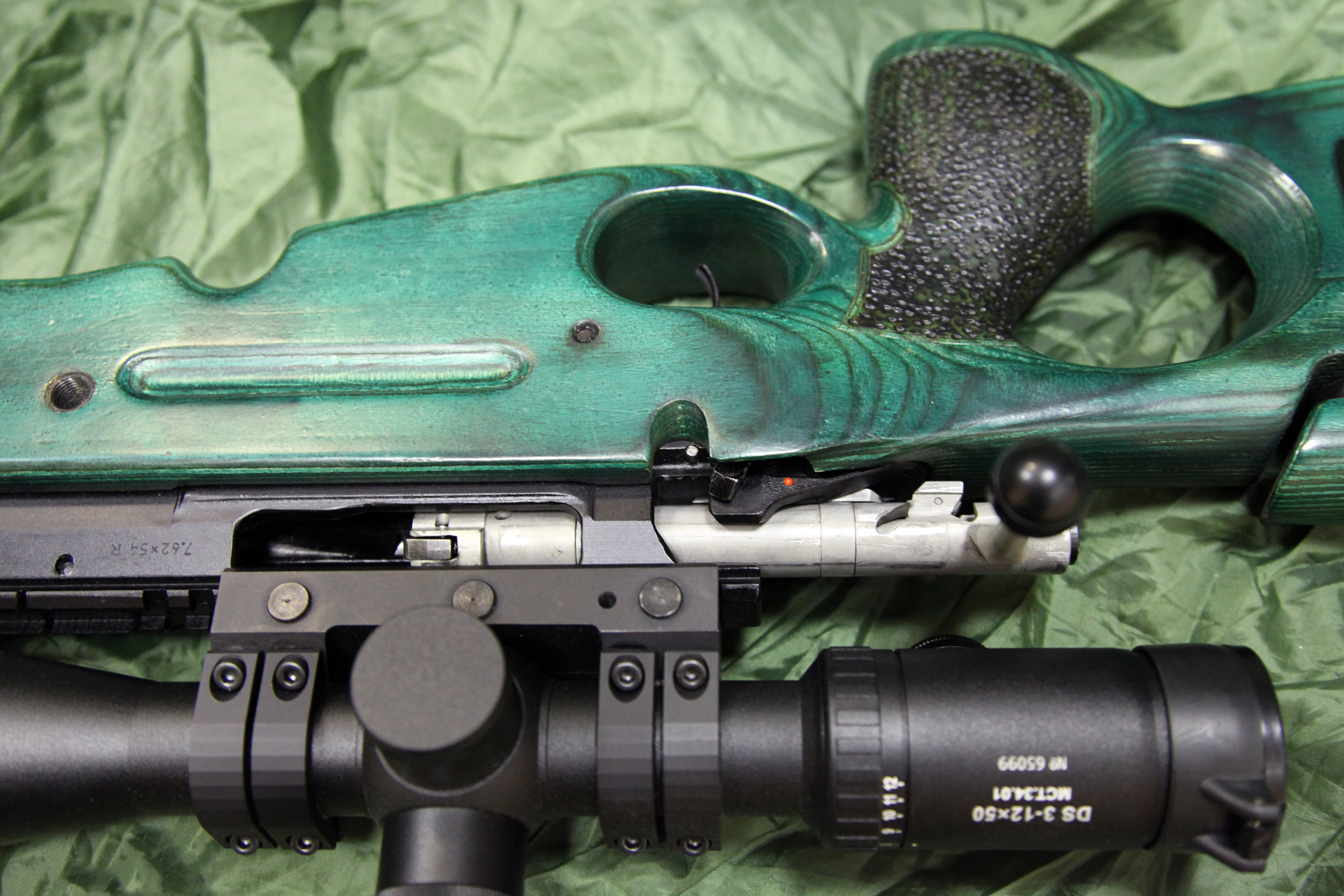
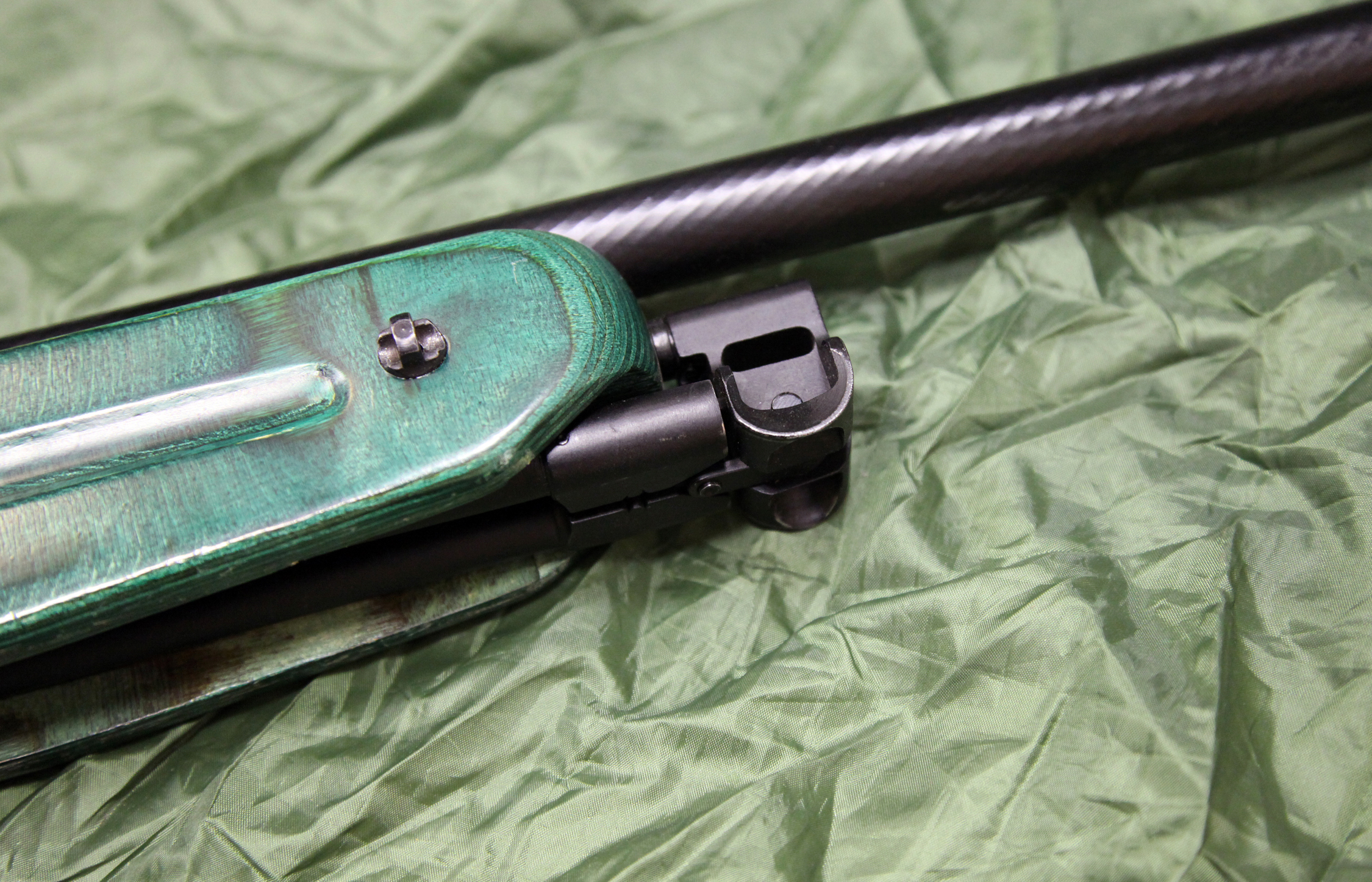
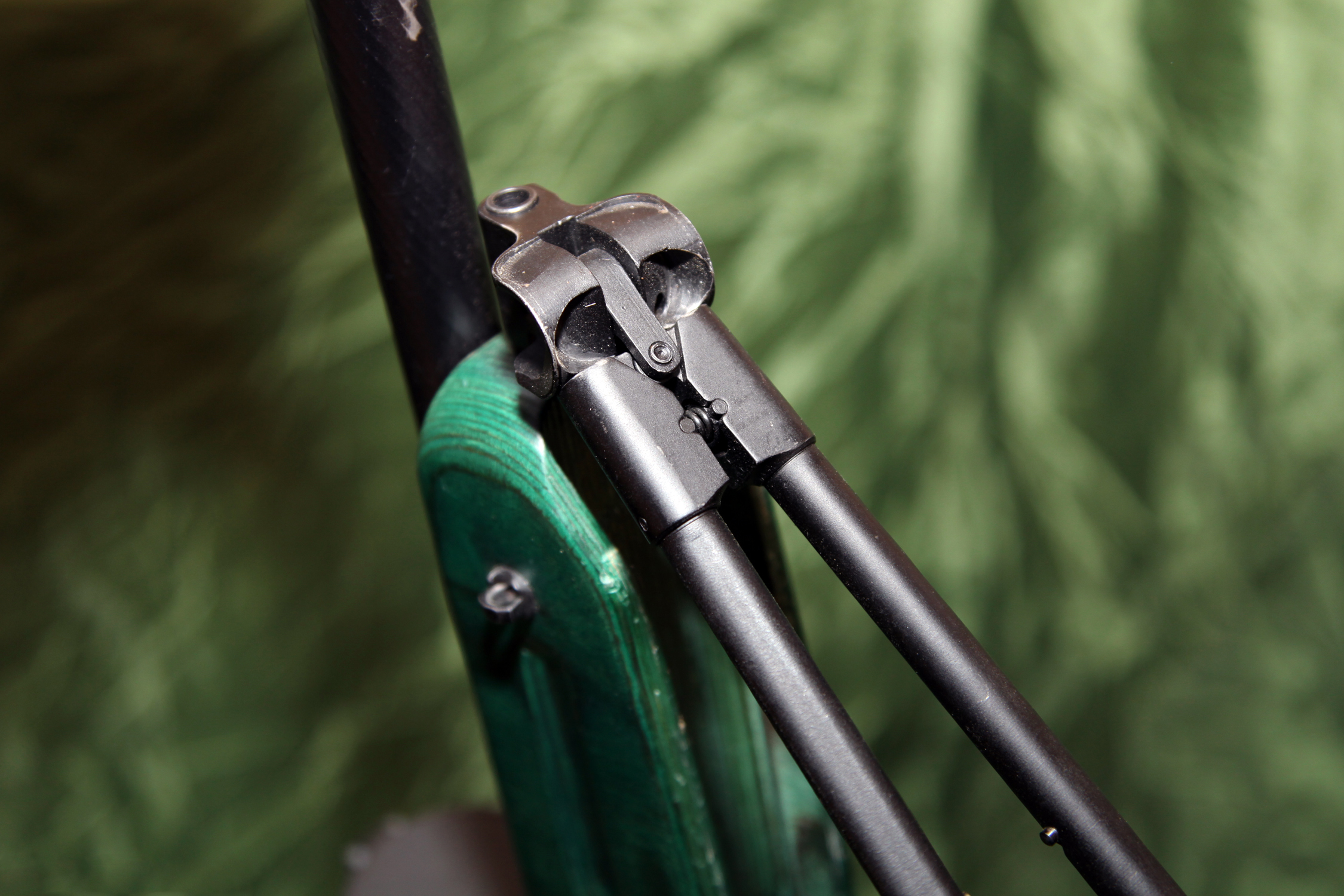
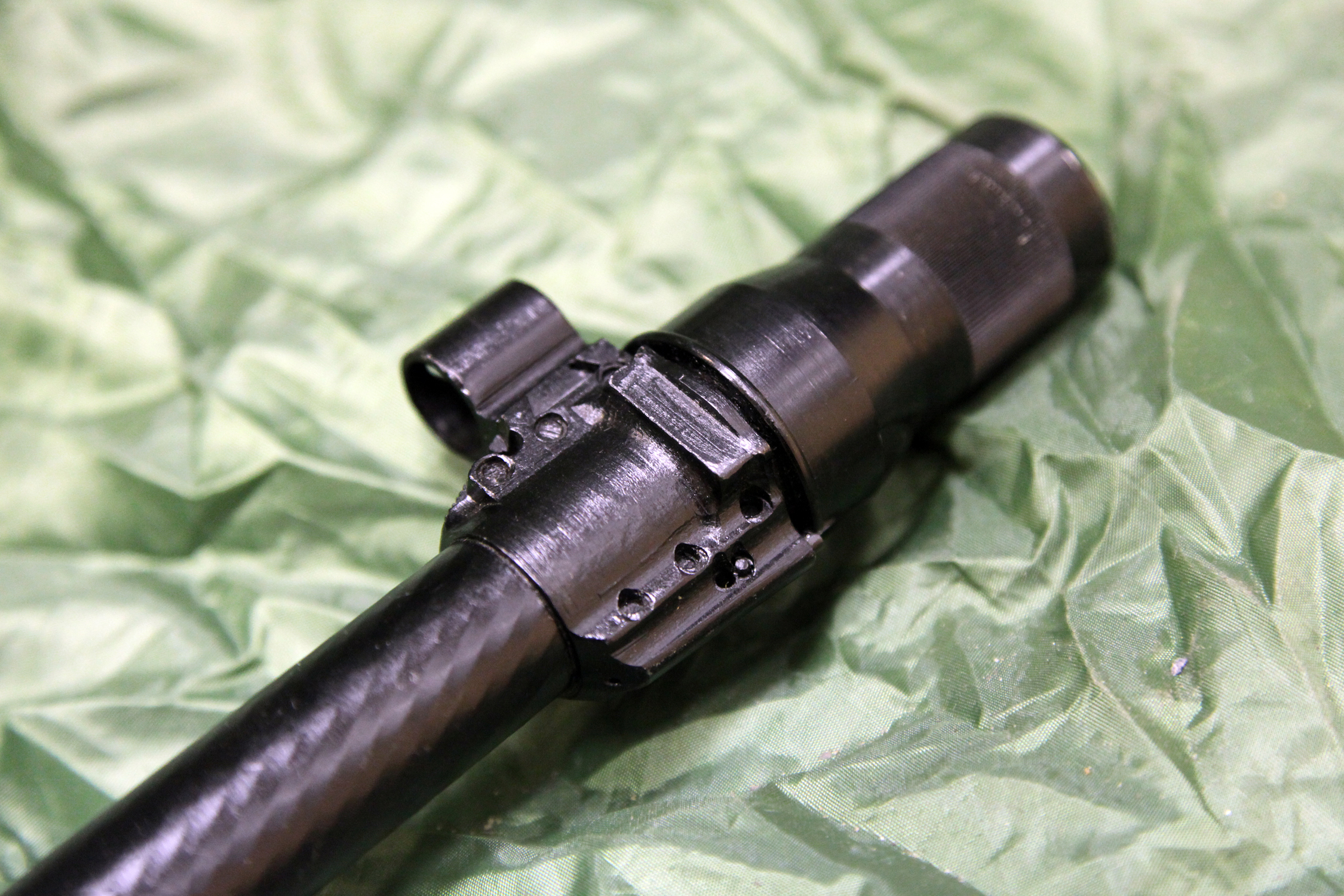
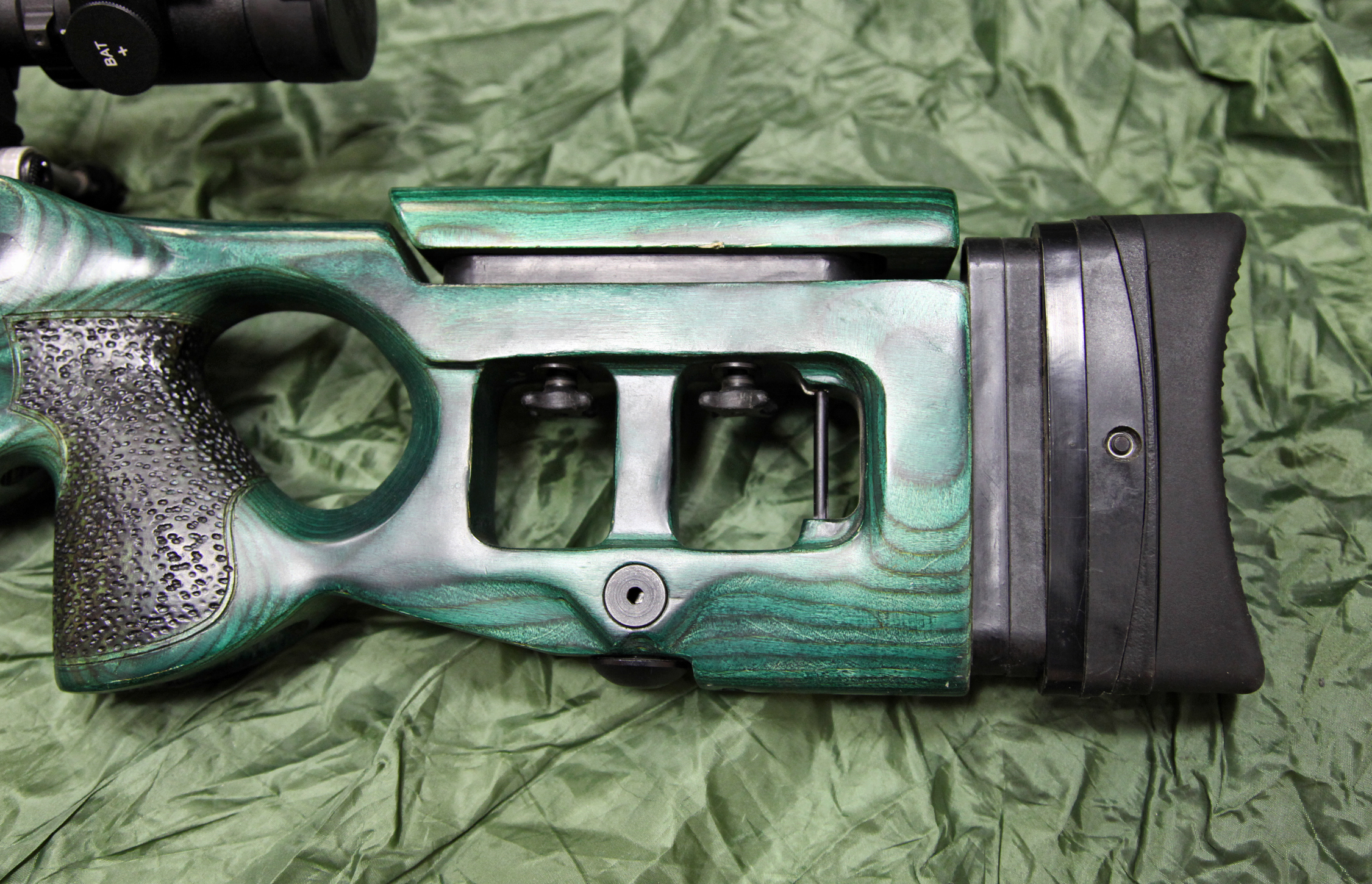
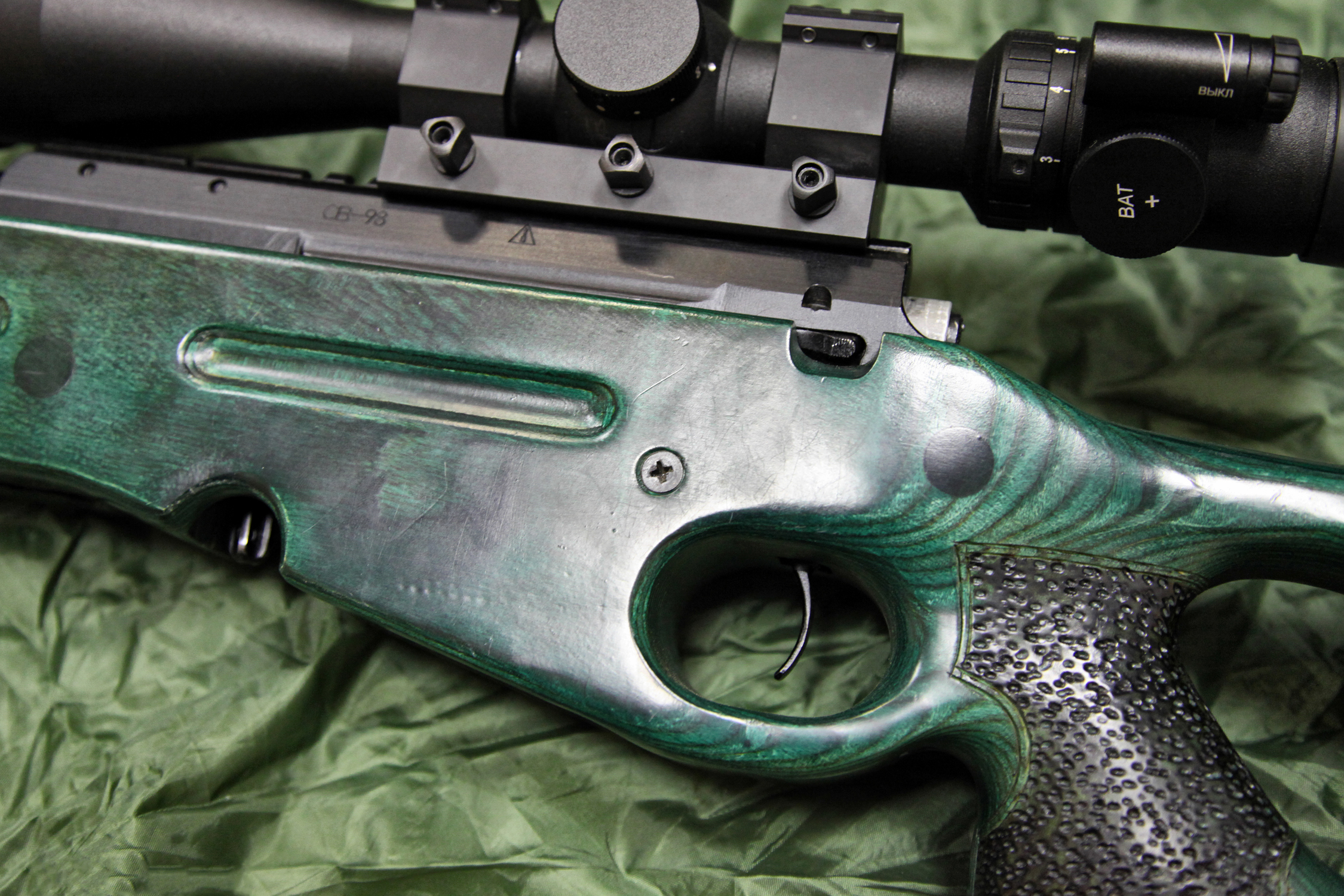
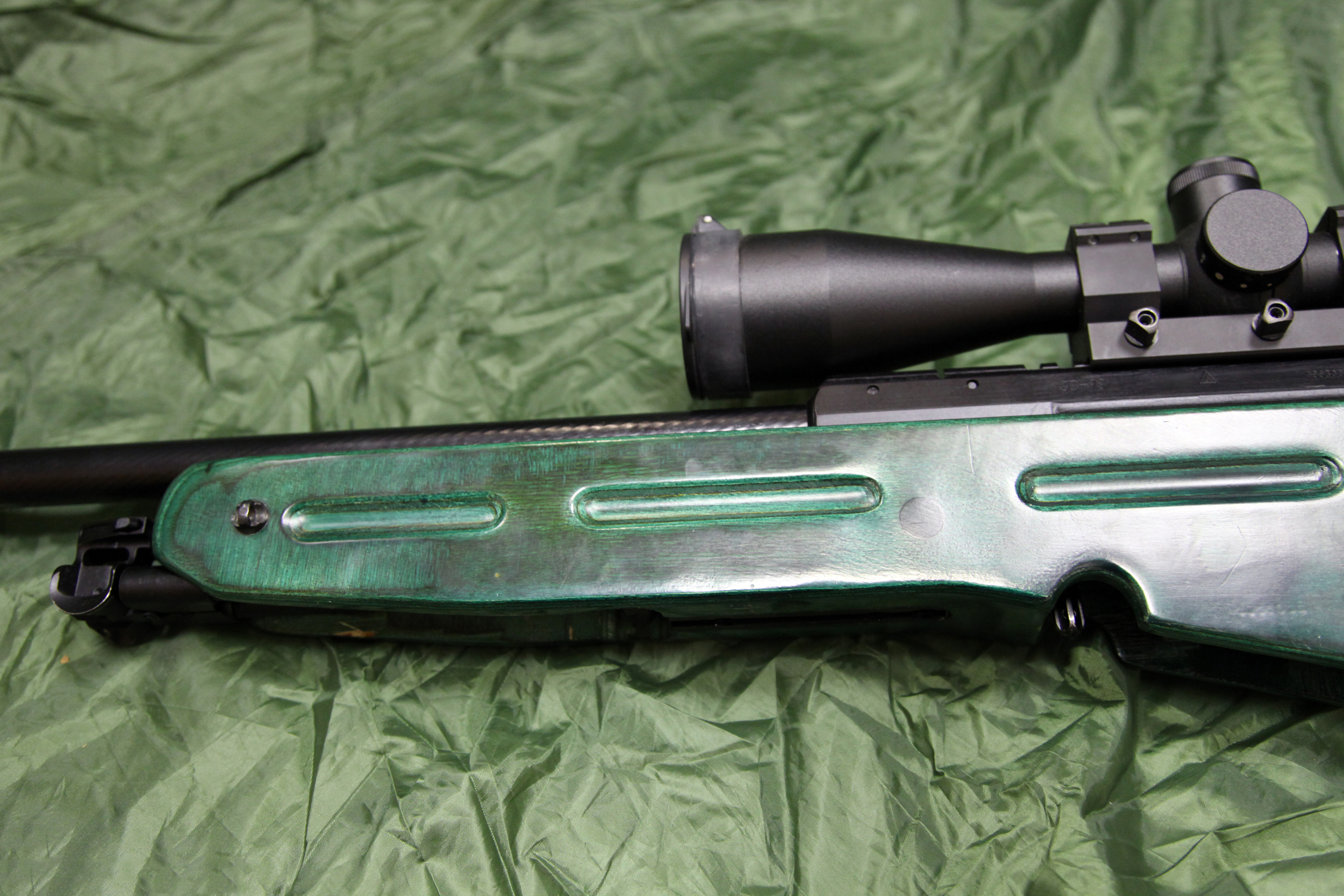
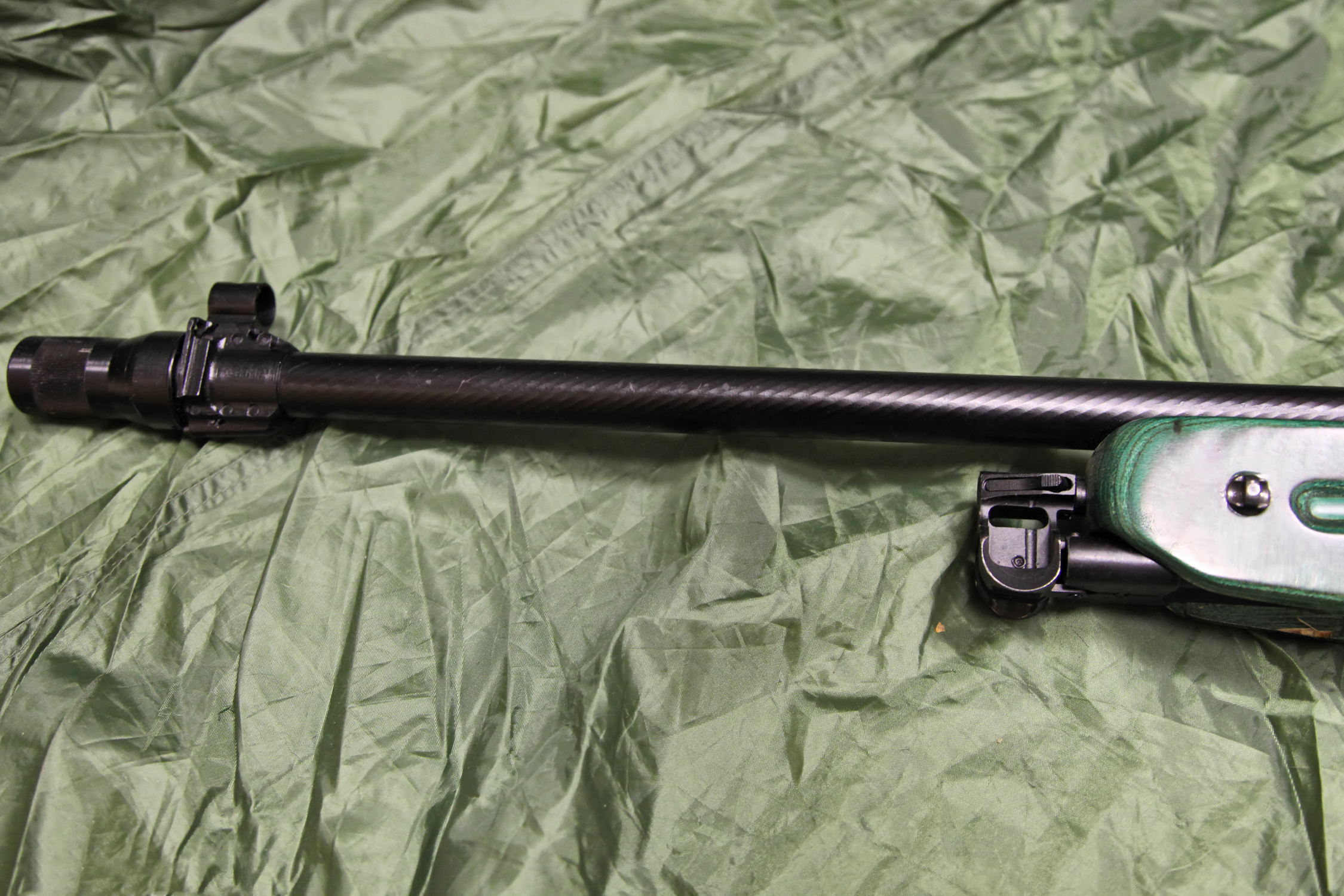
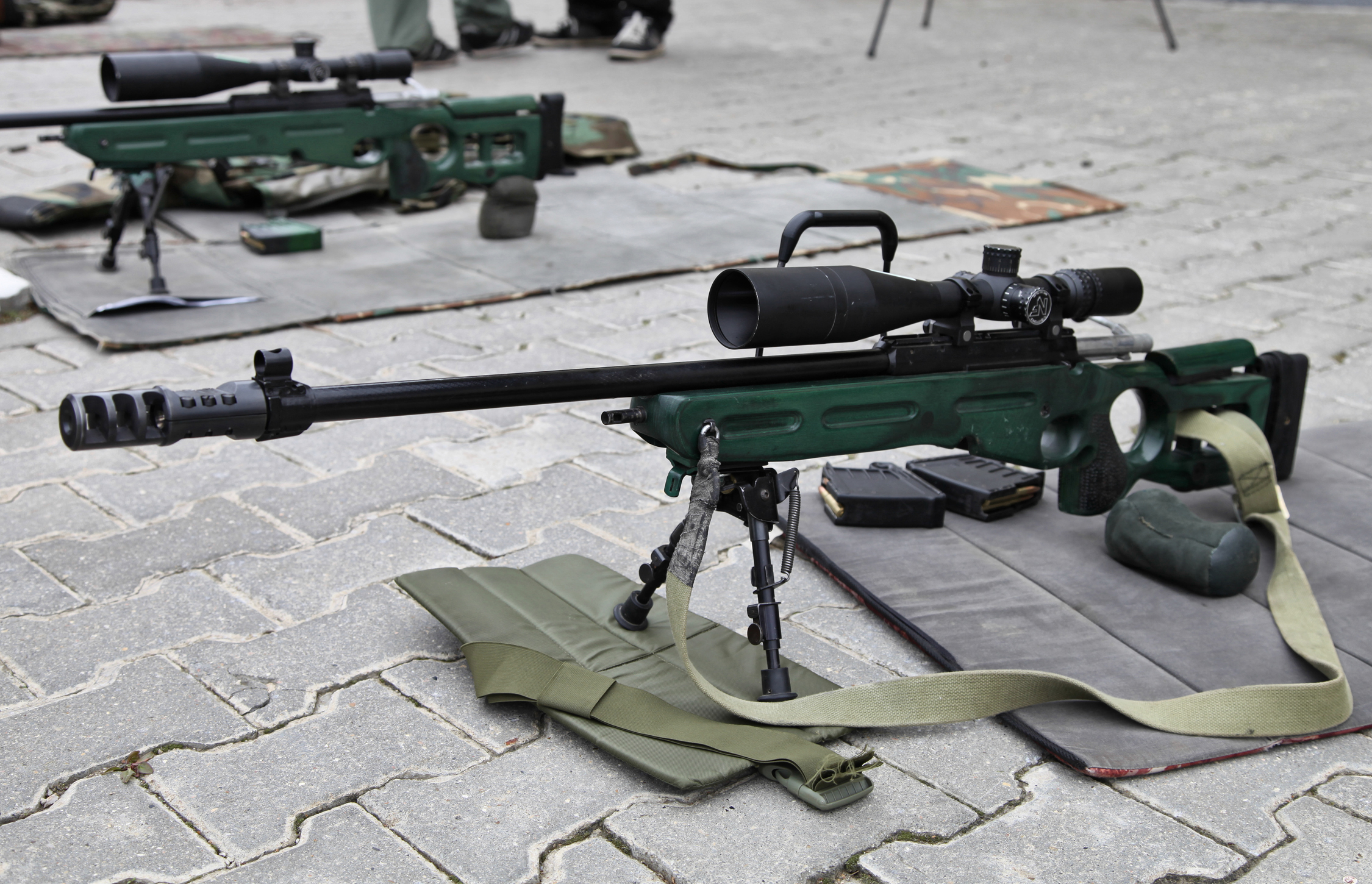
軍械日上狙擊競賽上展出的SV-98狙擊步槍
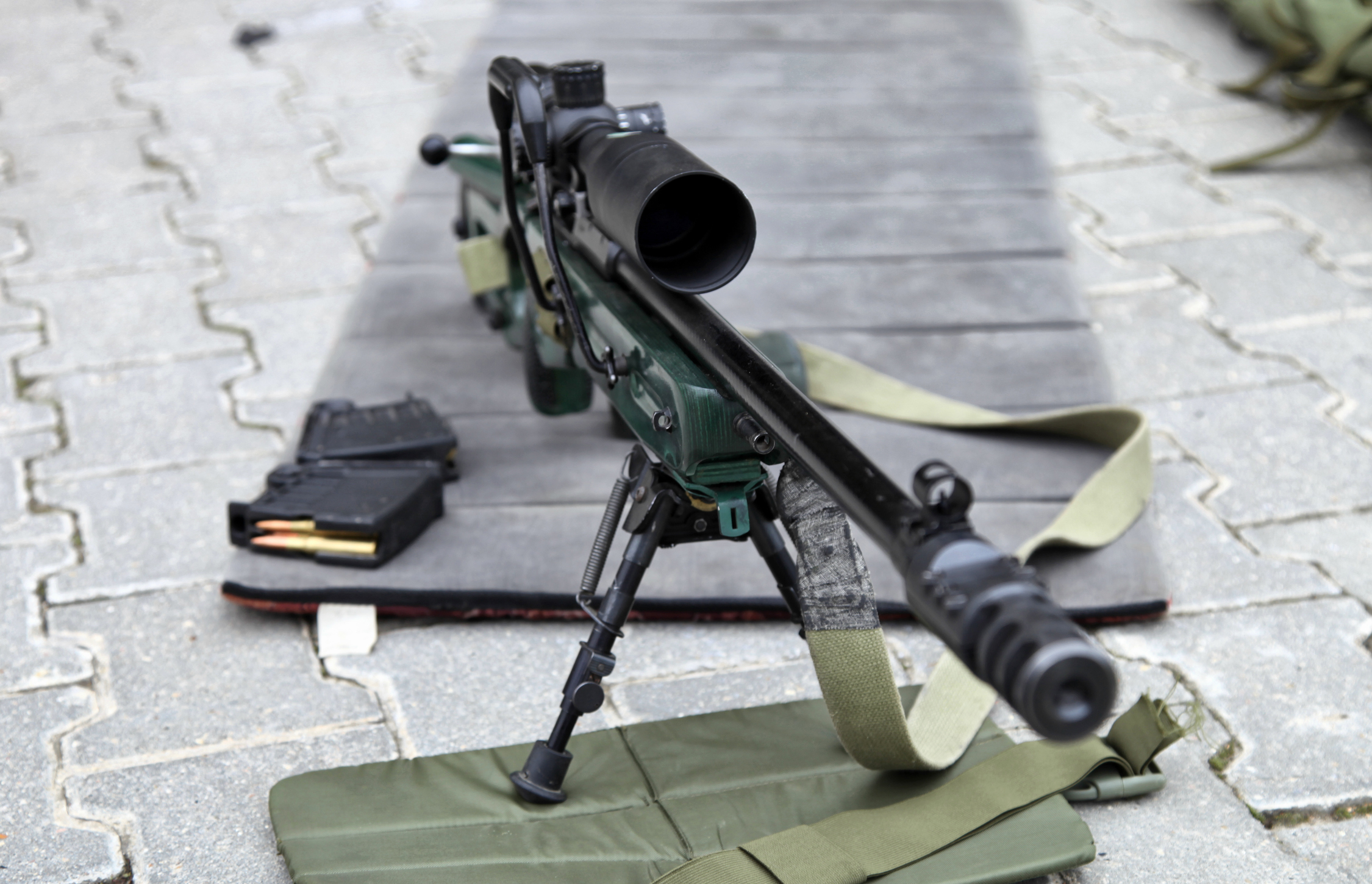
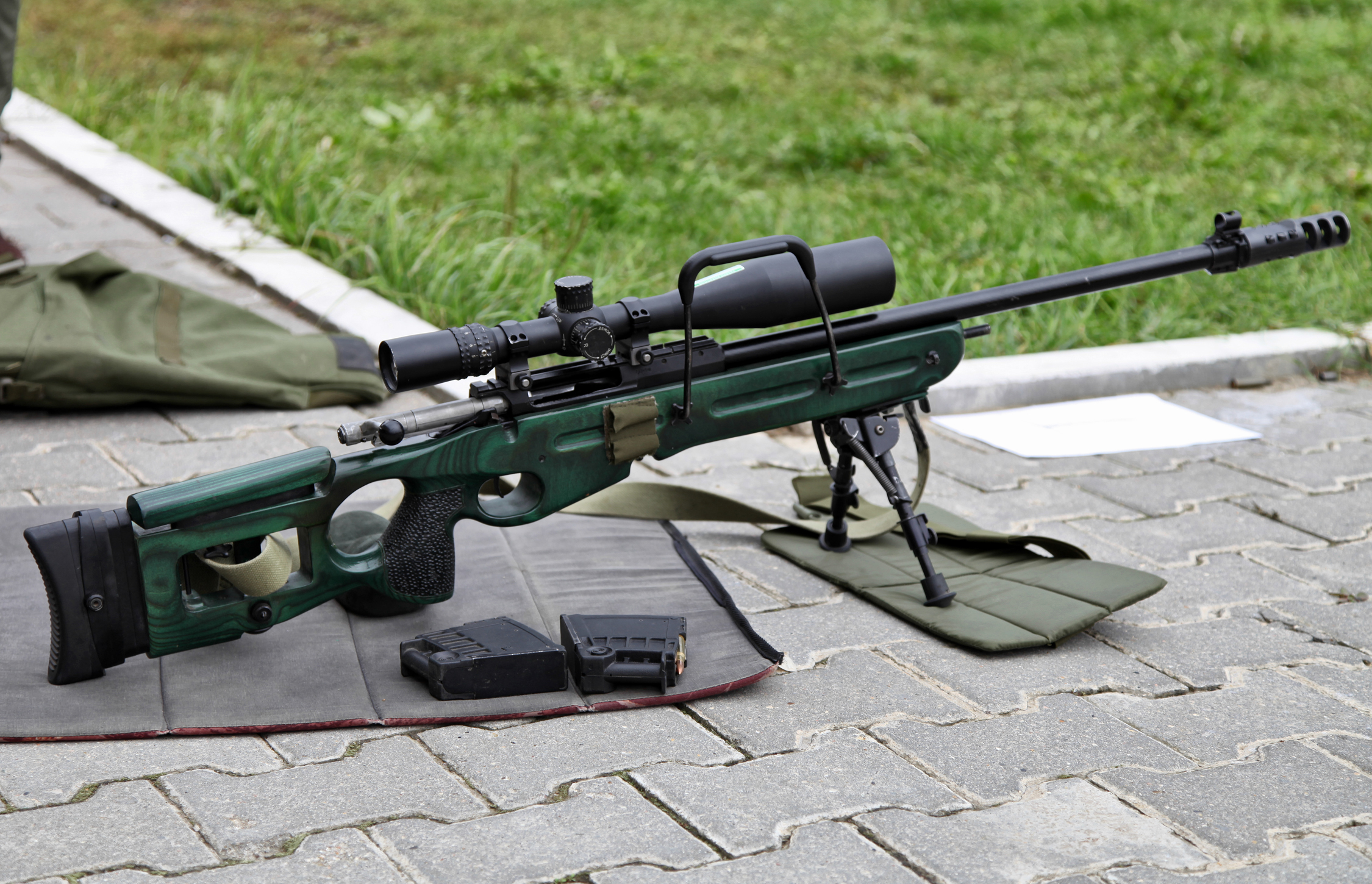
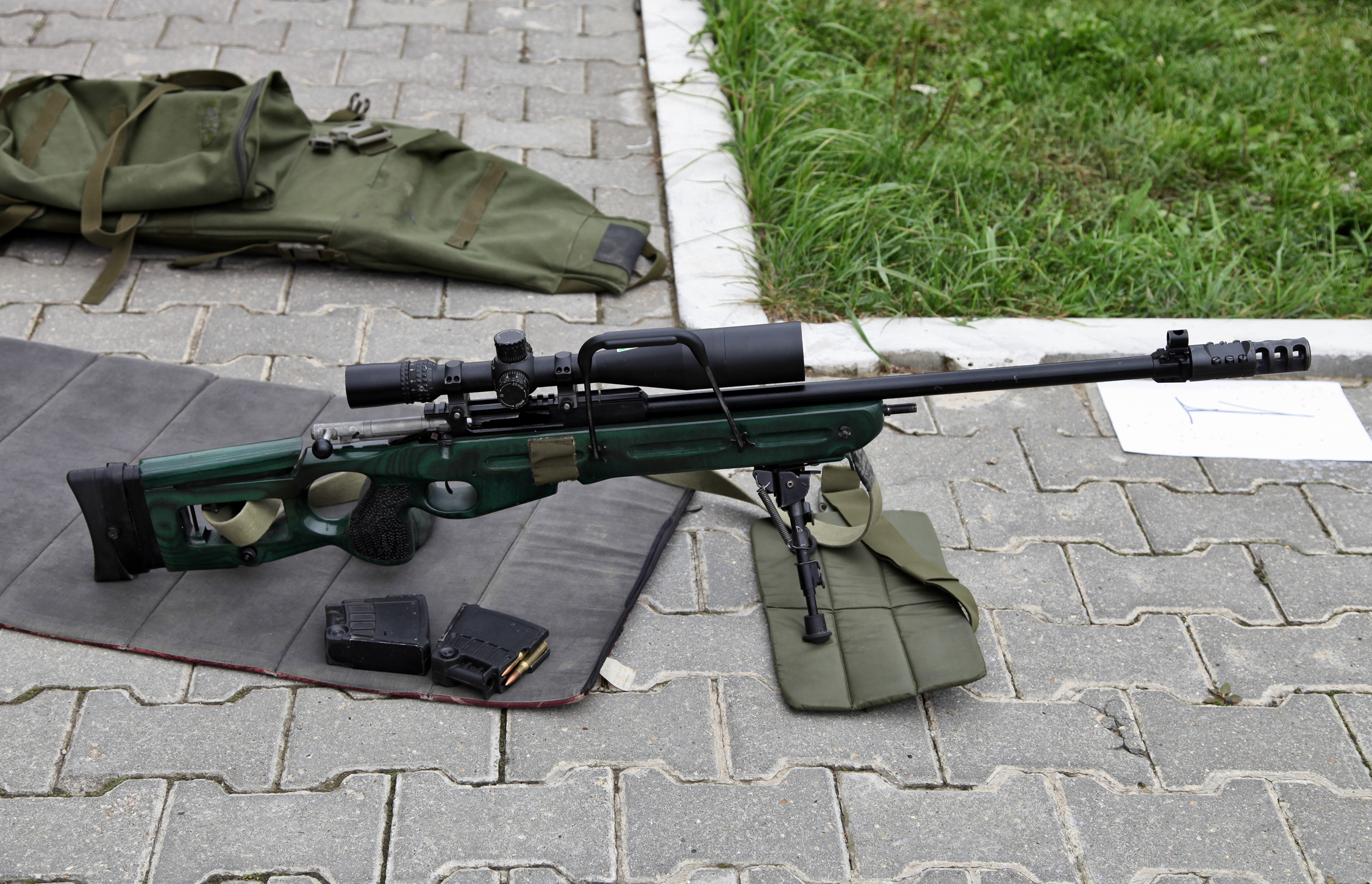
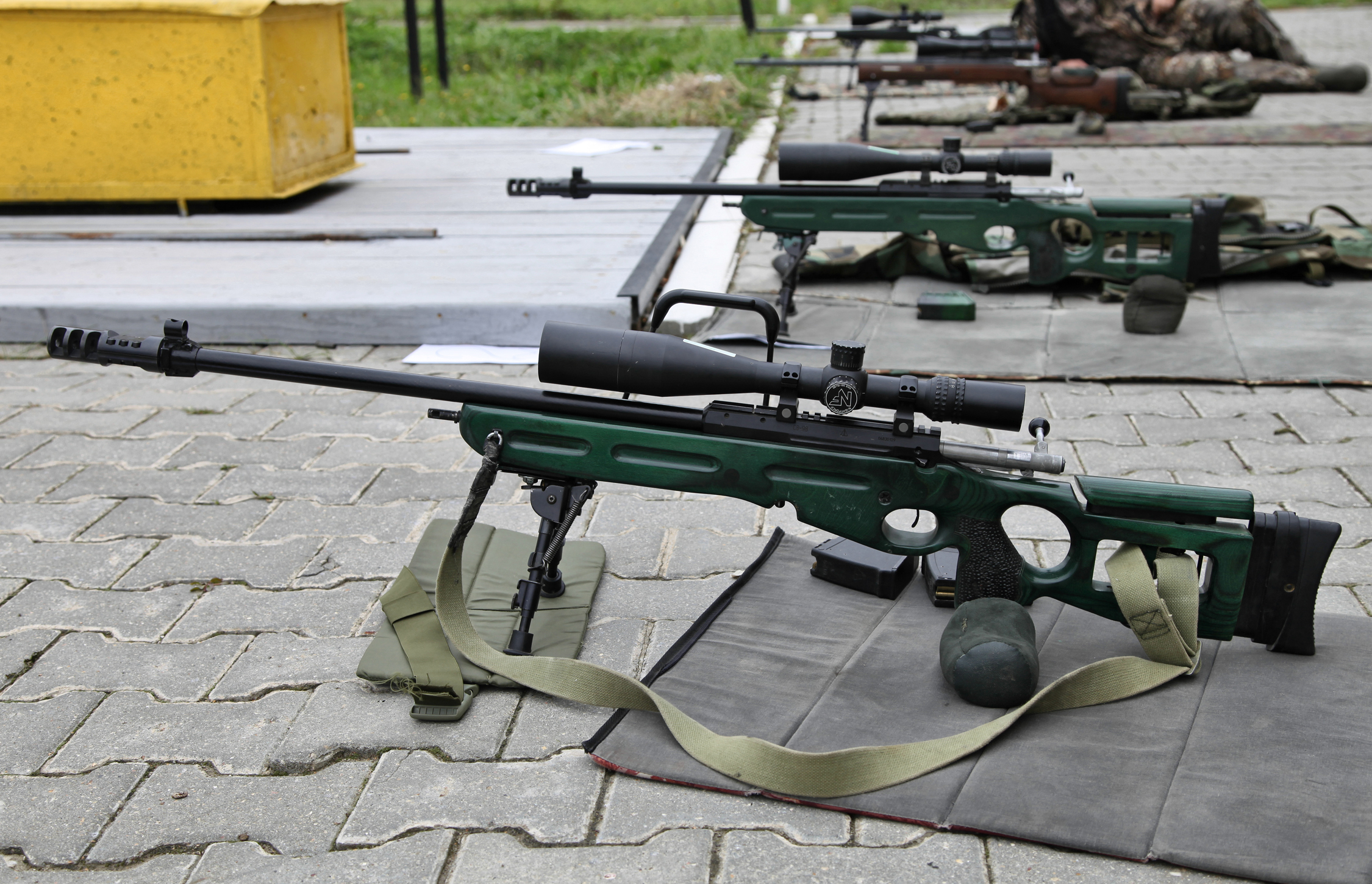
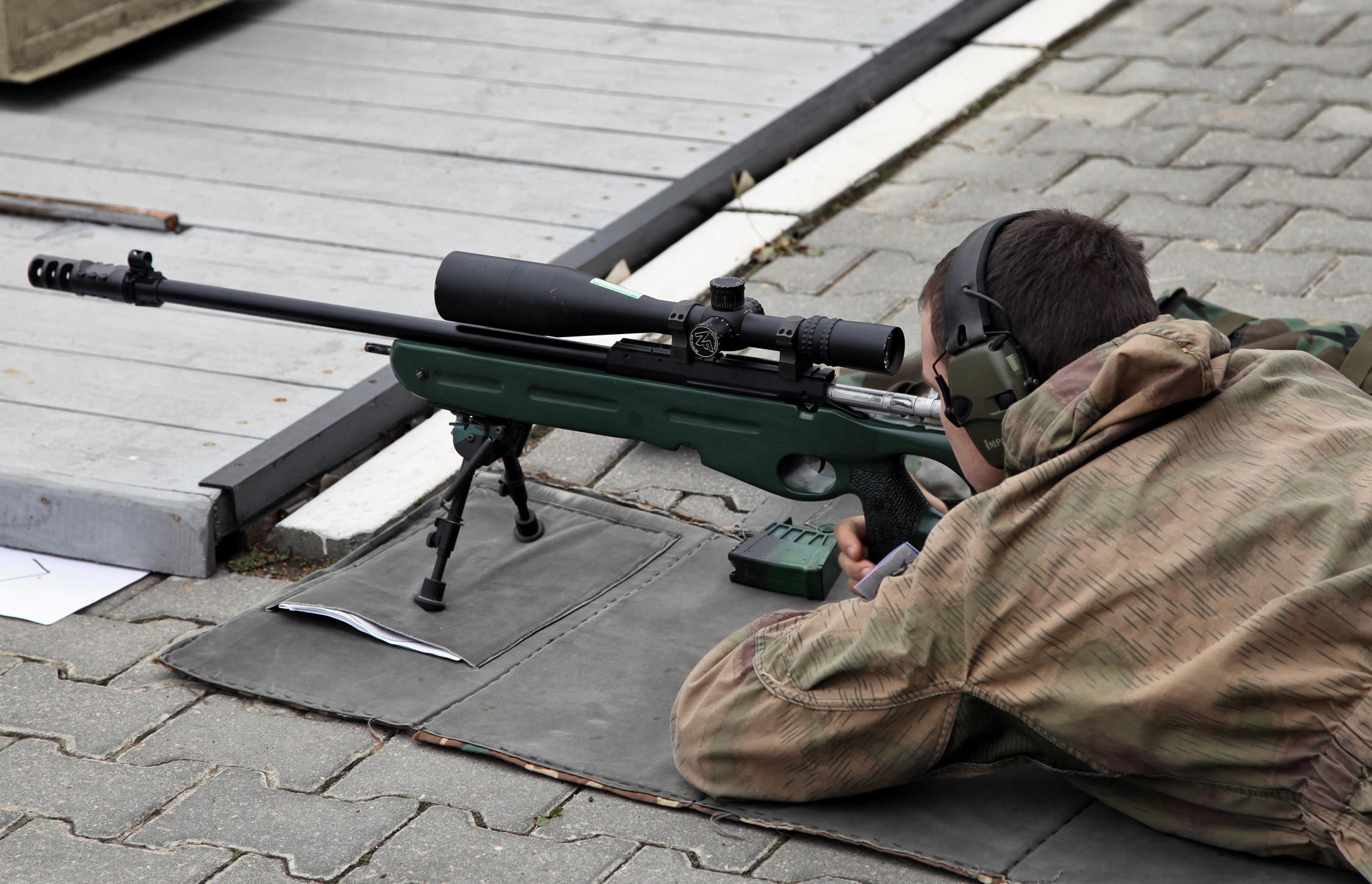
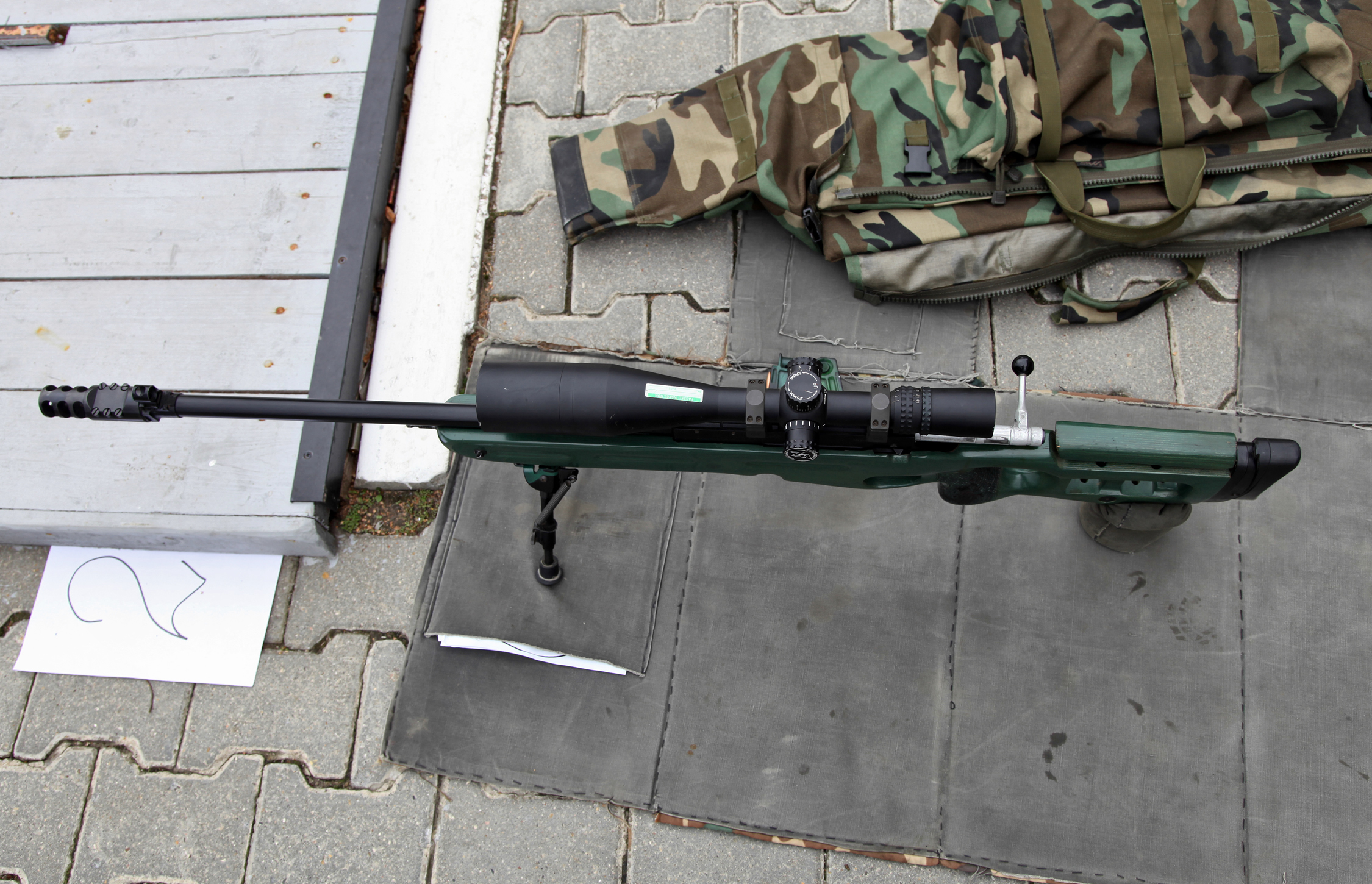
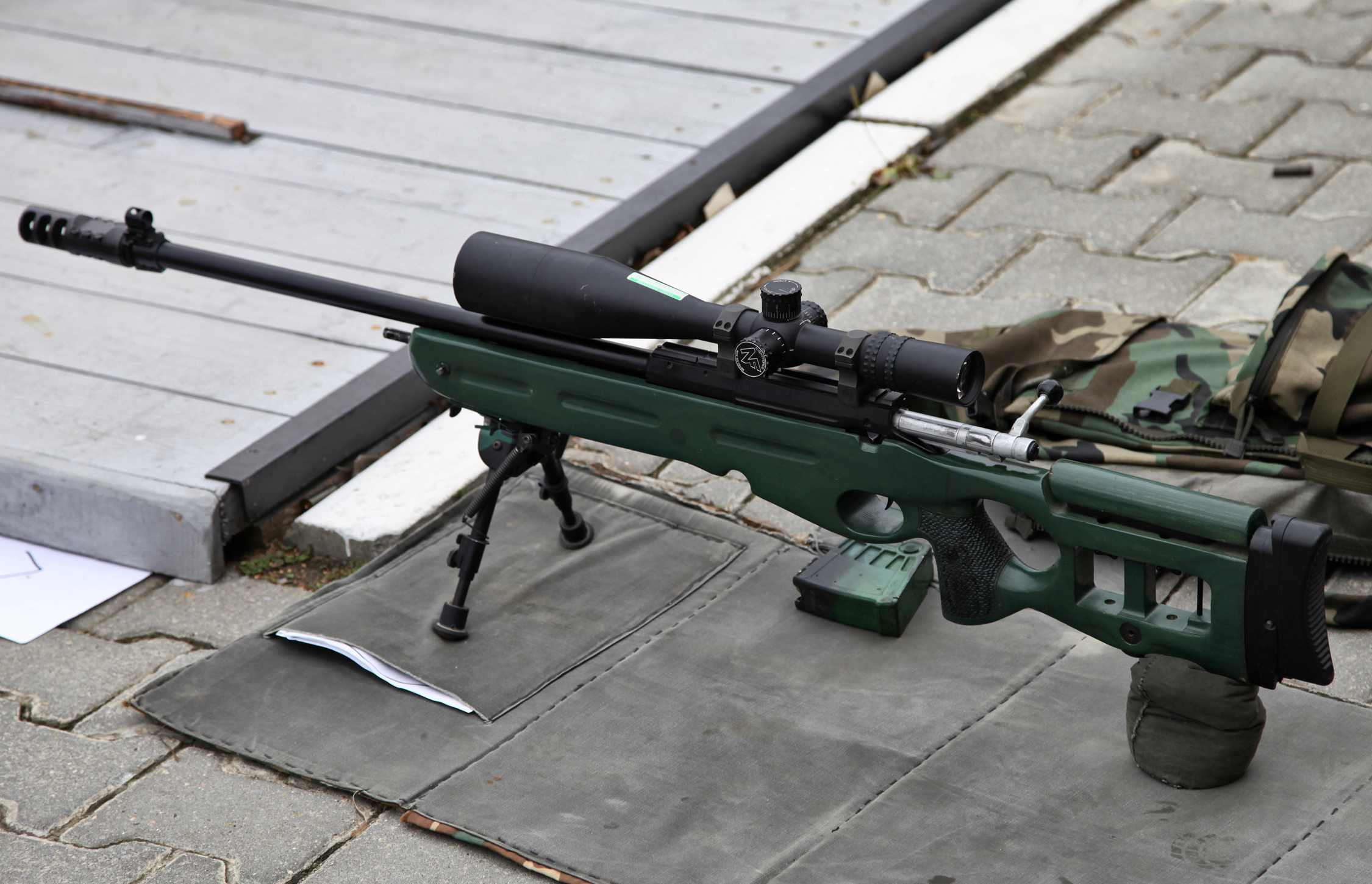
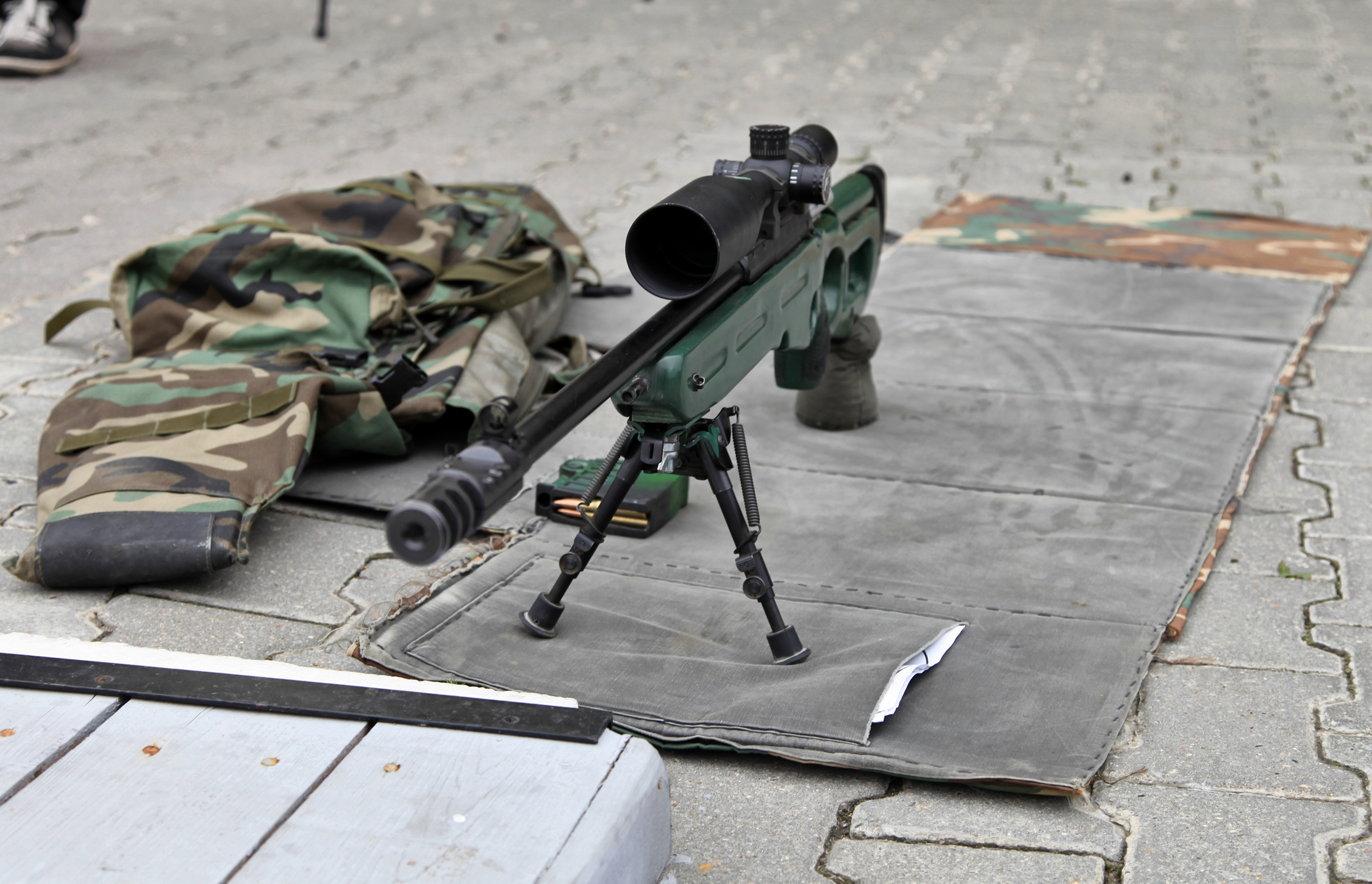
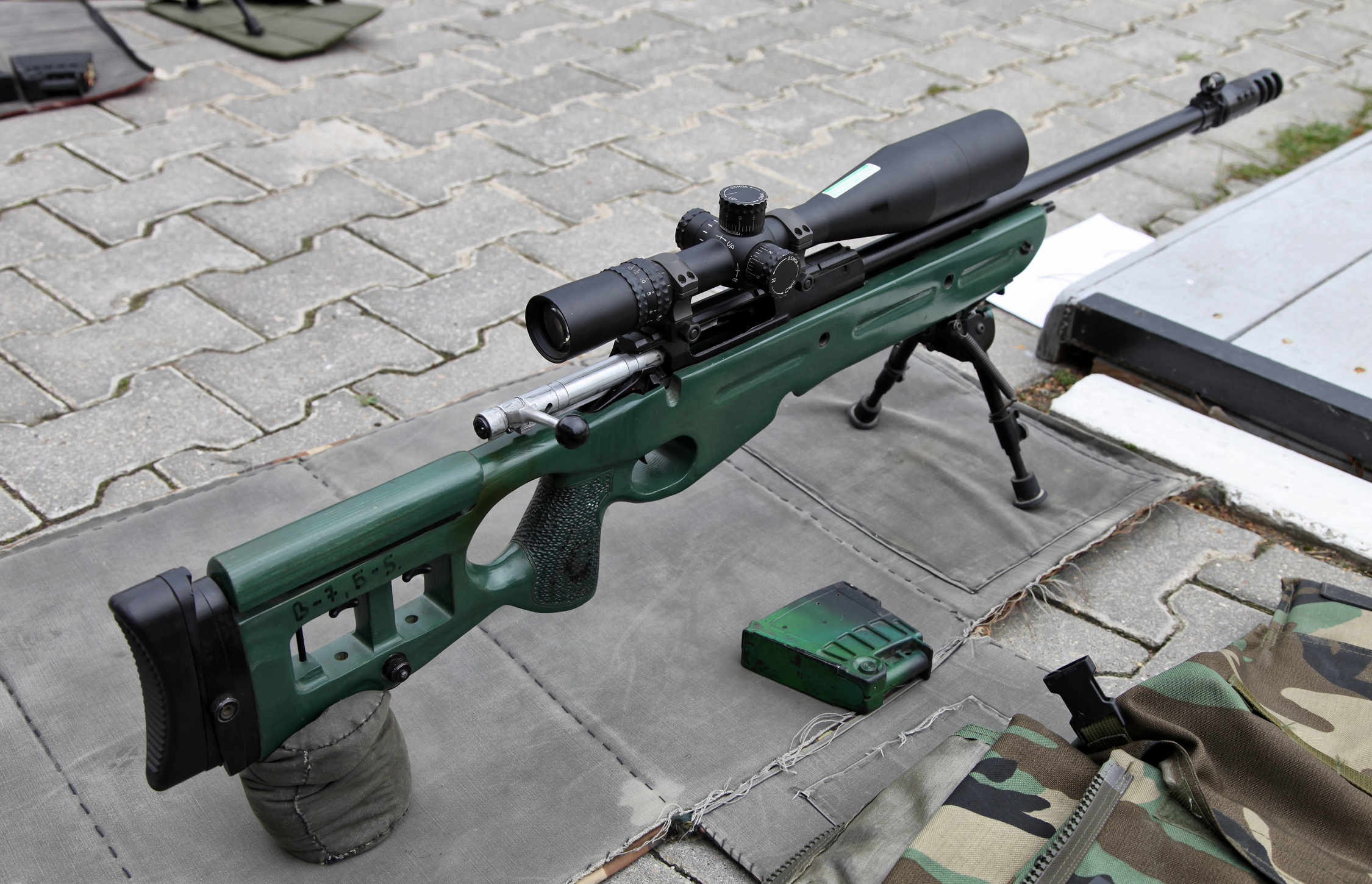
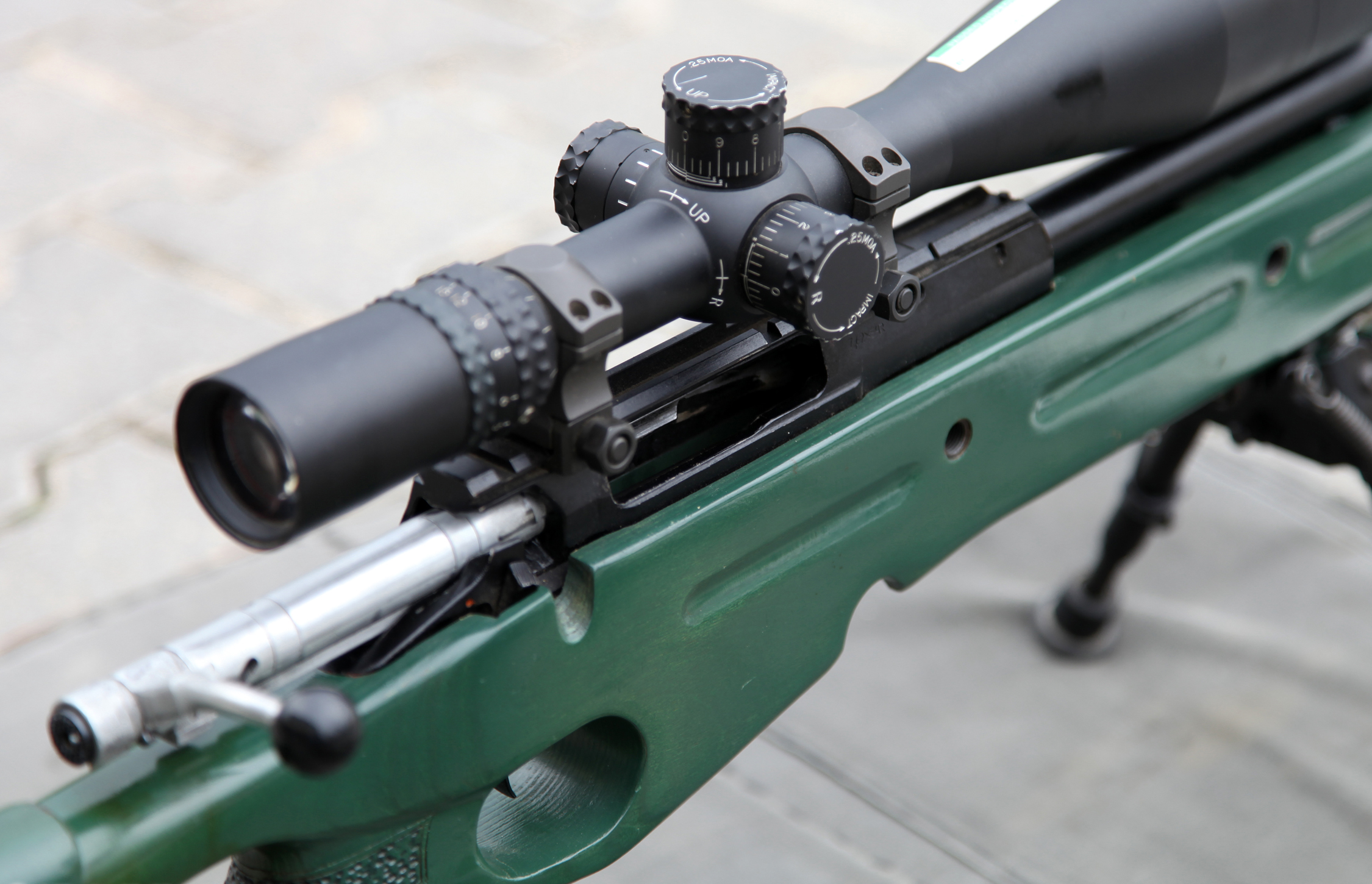
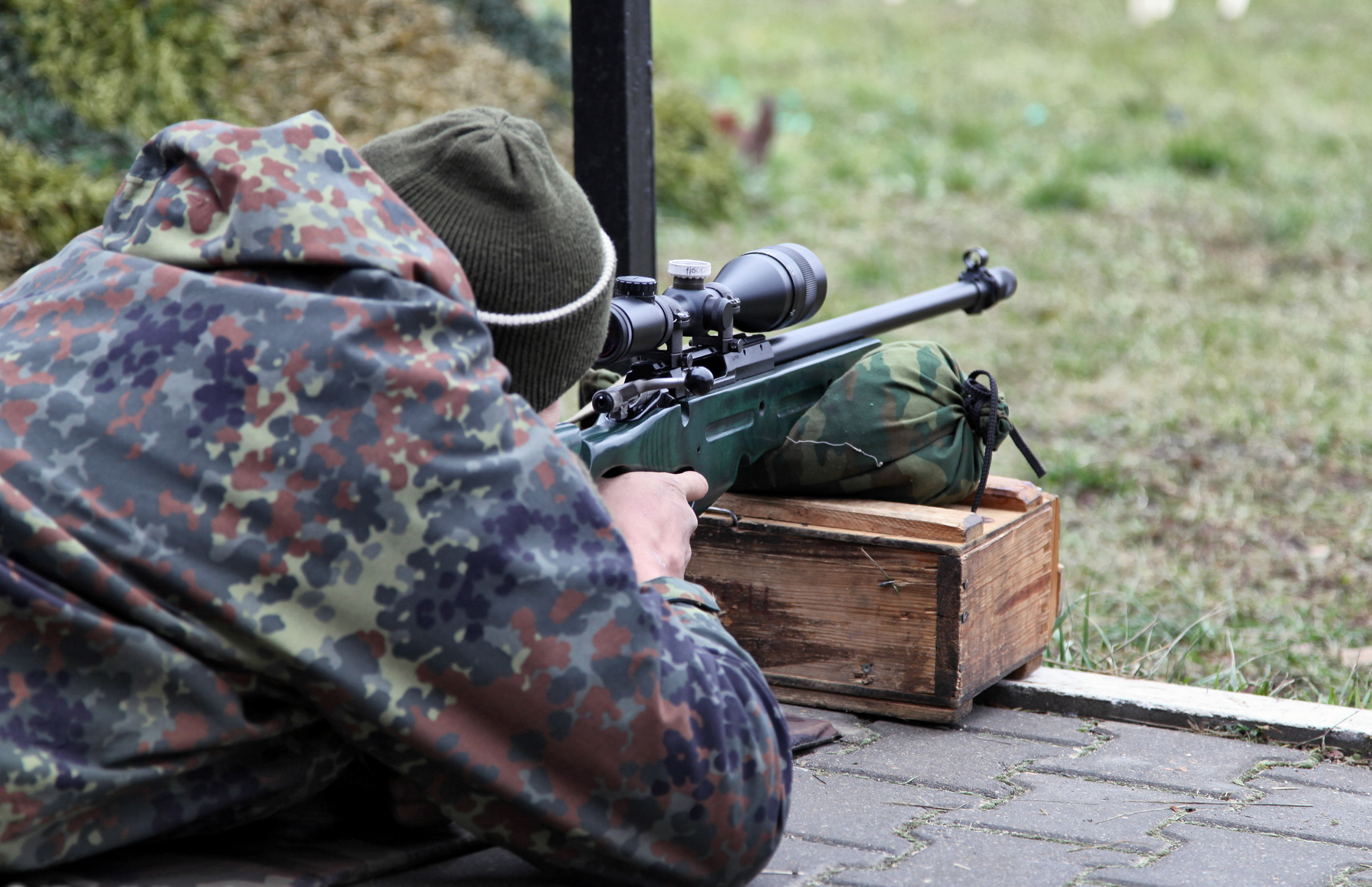
第四屆十一月狙擊手大賽上的SV-98狙擊步槍
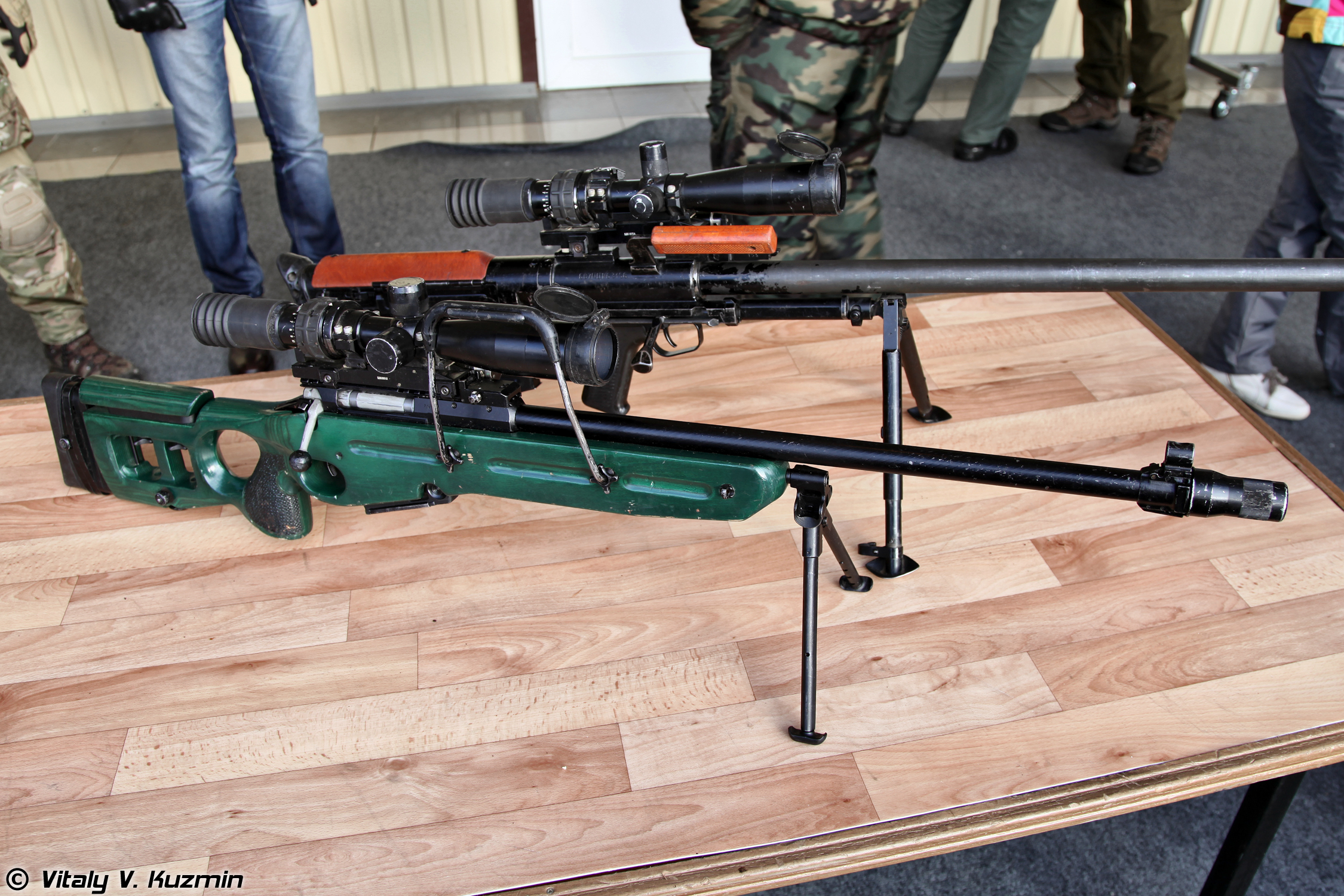
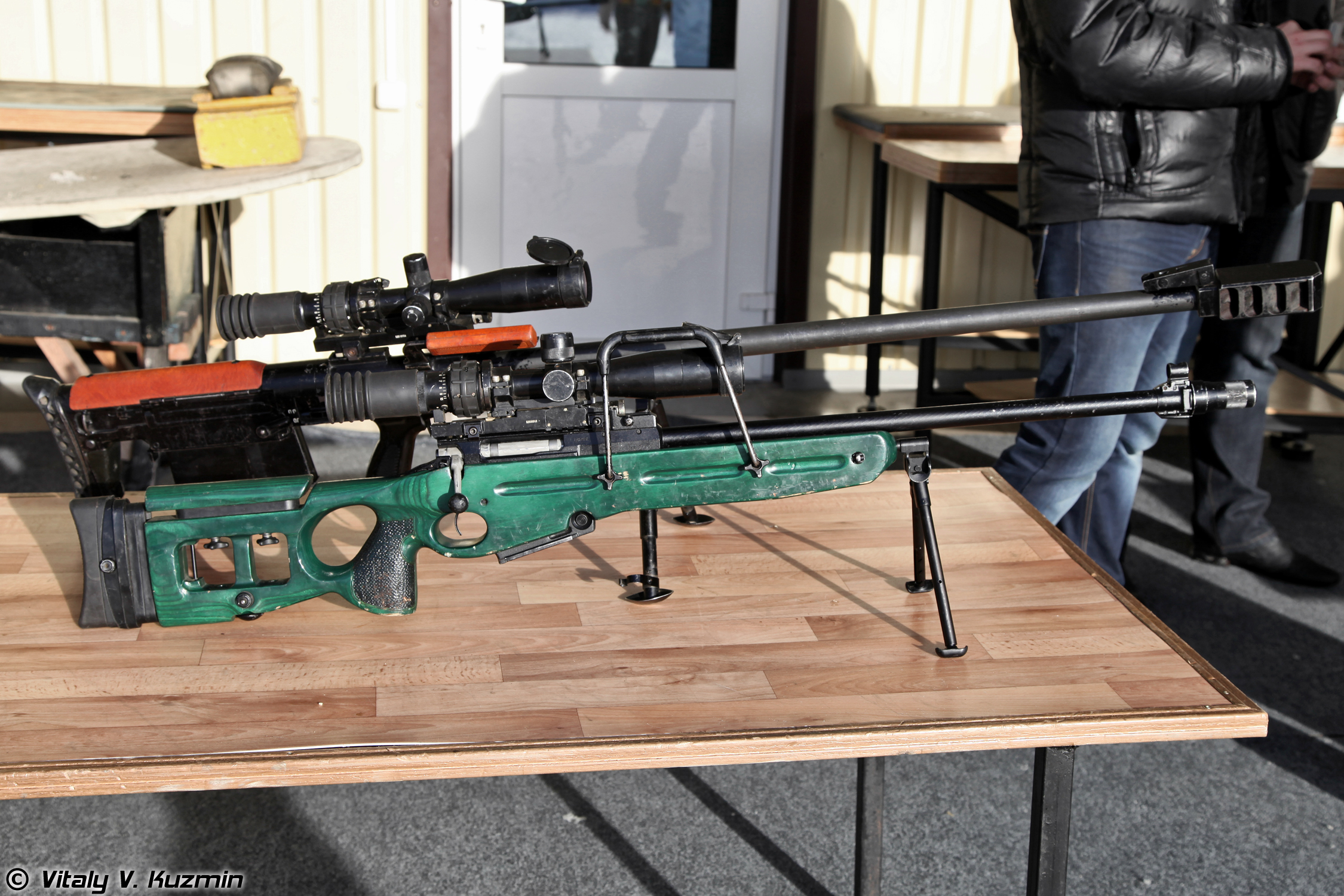
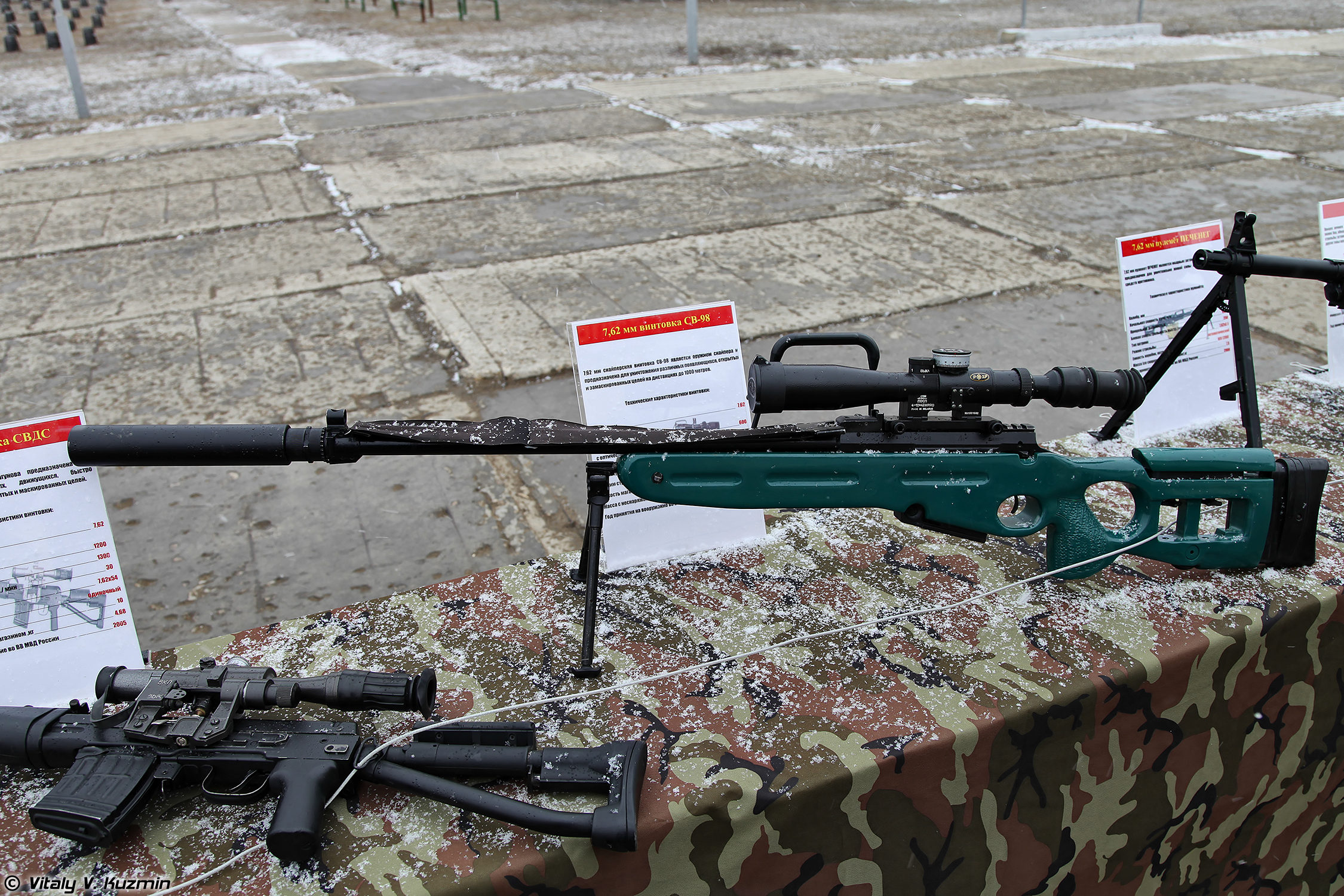
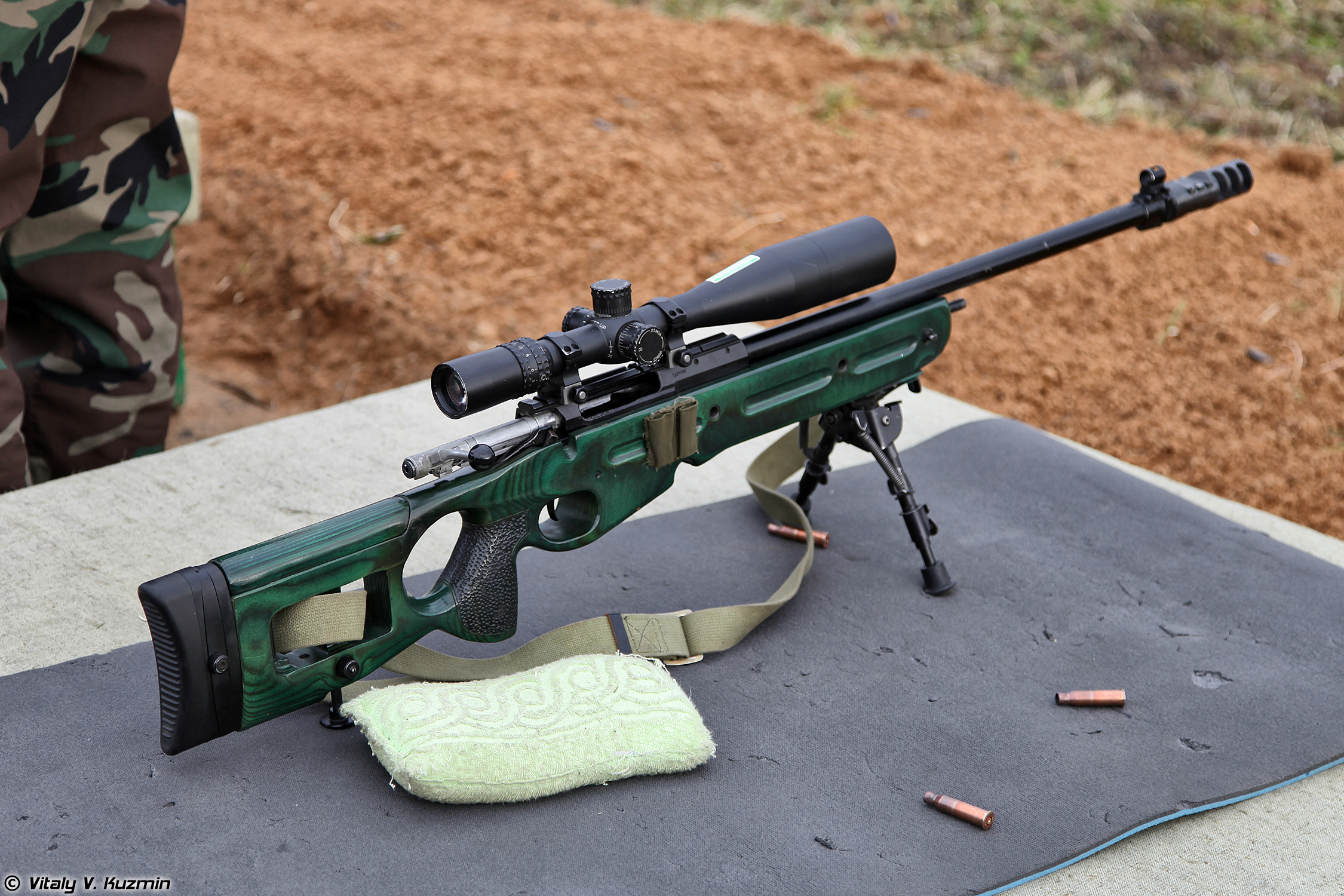
2013年俄羅斯國際軍警安防設備展（Interpolitex 2013）上的SV-98
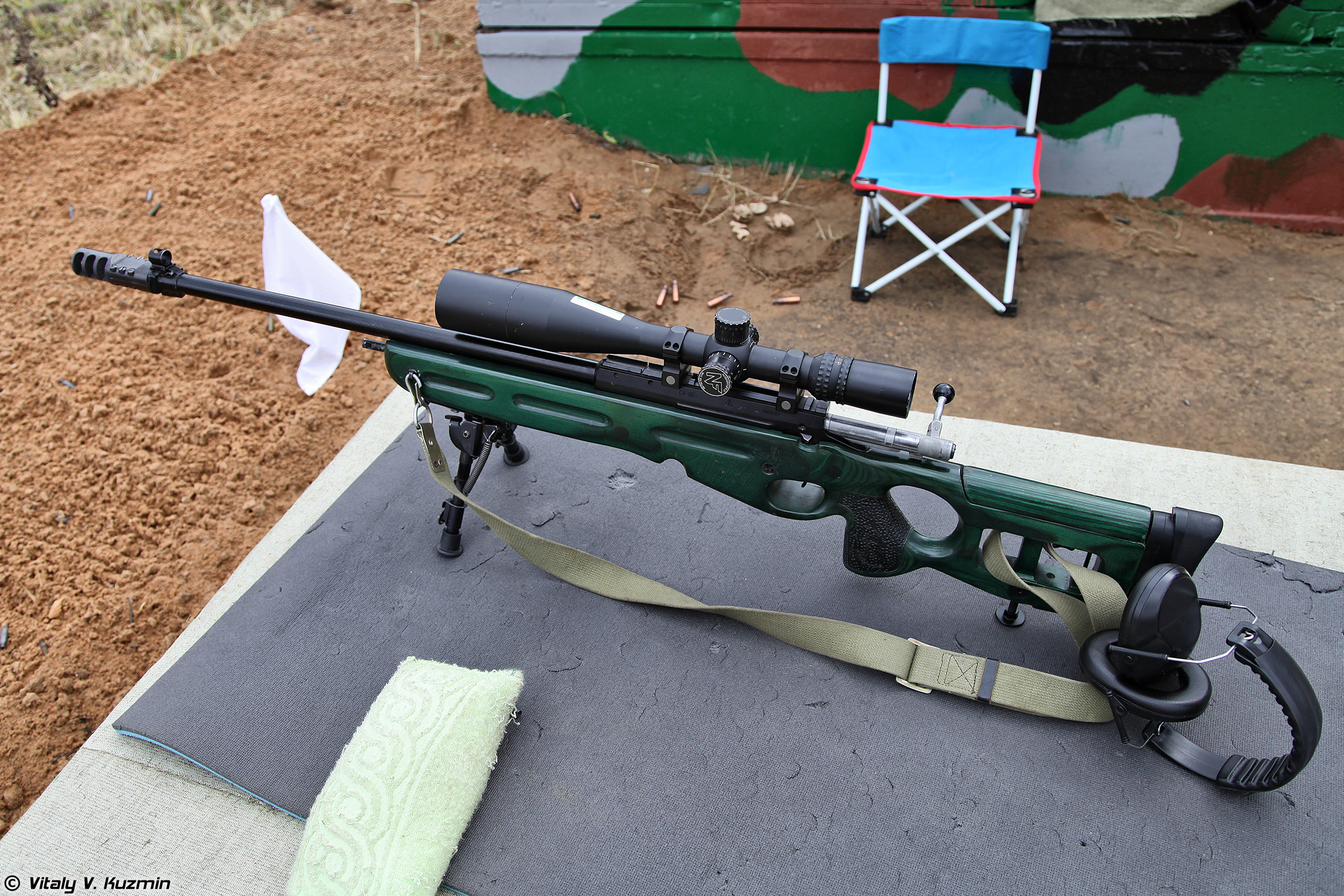
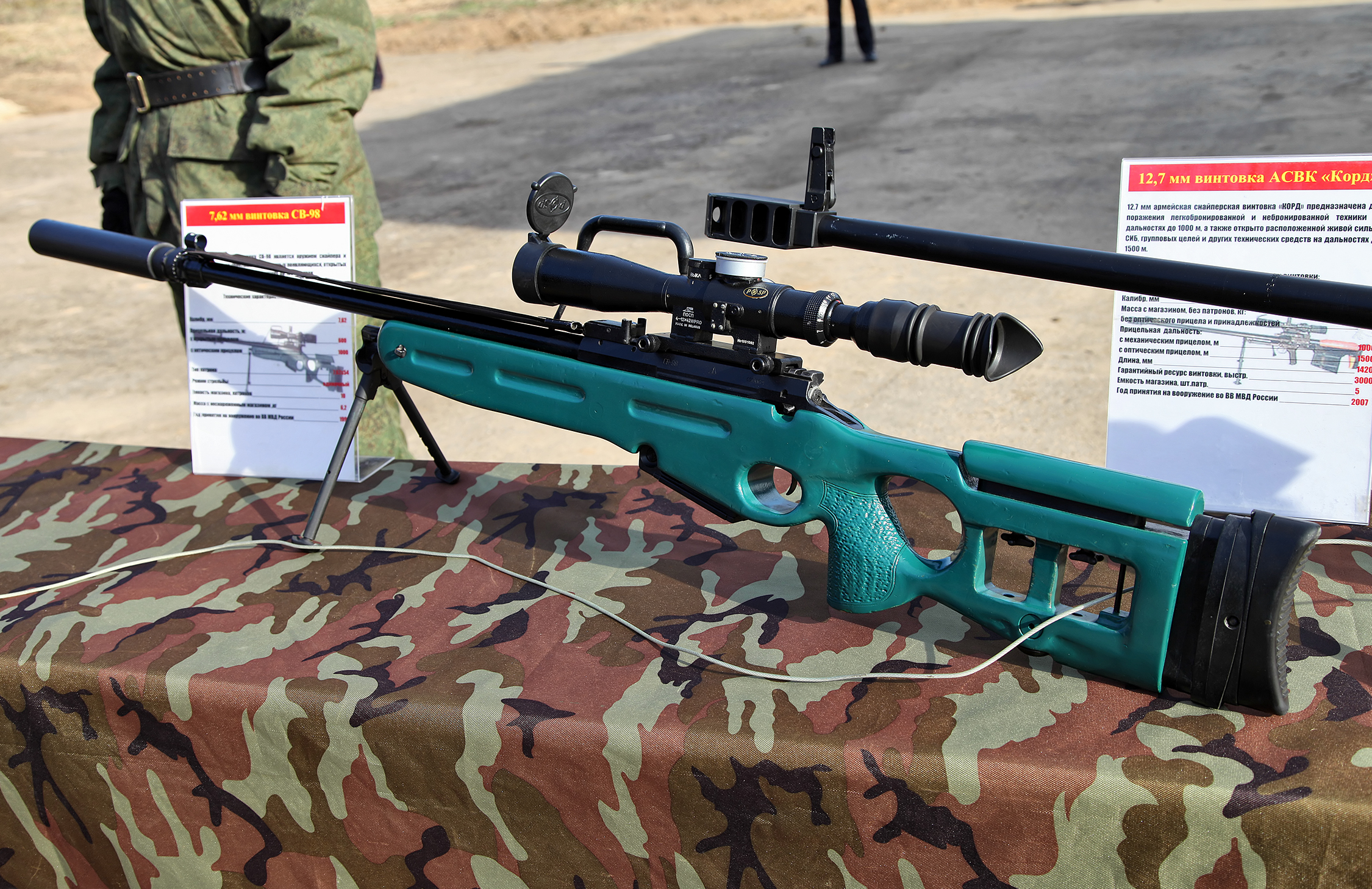
2015年俄羅斯國際軍警安防設備展（Interpolitex 2015）上的SV-98

## 外部連結
- （英文）—Kalashnikov Concern－
  - Sniper rifle SV-98
  - Record 338
  - Record 7,62*54 sporting
- （英文）—Modern Firearms—SV-98 sniper rifle
- （英文）—Sniper Central Russian SV-98
- （英文）—Gun Club Russia SV-98: a new sniper rifle from Russia
- （英文）—Russian Small Arms SV-98 sniper rifle
- （英文）—Jane's SV-98 7.62 mm sniper rifle (Russian Federation), Sniper and special purpose rifles
- （英文）—Weaponsystems.net—SV-98
- （英文）—Zonawar.ru—SV-98 sniper rifle
- （英文）—Military, Security and Civilian Guns and Equipment—Izhmash SV-98（页面存档备份，存于）
- （英文）—The Firearm Blog.com—
  - Izhmash Record .338 Lapua Magnum coming to Canada（页面存档备份，存于）
  - Russian Sniper Rifles（页面存档备份，存于）
- （俄文）—Снайперская винтовка СВ-98, rusarmy.com（页面存档备份，存于）
- （简体中文）—D Boy Gun World（槍炮世界）—SV-98狙击步枪（页面存档备份，存于）
- （简体中文）—《轻兵器》—俄罗斯新研制的SV—98和SV—99狙击步枪Archive.today的存檔，存档日期2013-05-02
- （简体中文）—《兵器知識》雜誌2014年1月號：2013俄罗斯武器展(上)